# 水戸市
水戸市（みとし）は、茨城県の県央地域に位置する市。茨城県の県庁所在地で、中核市、保健所政令市、中枢中核都市に指定されている。1889年（明治22年）4月1日市制施行。

## 概要

水戸市中心部周辺の空中写真。市街地北方から東方へ那珂川が流れ、市街地西方に千波湖や偕楽園がある。2022年4月8日撮影の70枚を合成作成。。

御三家の一つ水戸徳川家所縁の地であり、水戸黄門（徳川光圀）や偕楽園が知られている。毎年2月には水戸の梅まつりが、8月には水戸黄門まつり、9月には水戸萩まつりが開催される。明治時代以降は納豆（水戸納豆）の生産が盛んになった。
中心部を含む市域の大部分は旧茨城郡（1878年より東茨城郡）であり、茨城県の名称は県庁が茨城郡水戸に置かれたことに由来する。市域の一部に旧那珂郡域を含む。県内最大の都市であるが、人口は県人口（約280万人）の1割に満たない。当市を中心とした水戸都市圏は、県内でつくば市・土浦市を中心としたつくば都市圏に次ぐ規模である。

## 地理
関東平野の東側に位置し、茨城県の県央地域に区分される。

### 地形
那珂川の周辺は低地となっているが、それ以外は台地が広がっている。日本初の水道専用ダムの楮川ダムがある。
- 山：朝房山
- 川：那珂川、藤井川、涸沼川、桜川、逆川
- 湖：千波湖、楮川ダム、大塚池

### 気候
太平洋側気候の三陸・常磐型と東海・関東型の中間的な気候である。夏はオホーツク海気団からの北東気流の影響で最高気温は低めで、真夏日日数は38.0日と関東甲信越以西の県庁所在地では最も少なく、山形市より少ない。猛暑日になることもあまり無い。また、熱帯夜もほとんどない。
冬は晴天が続き、最高気温は関東以西の平均的な値で日中は暖かいが、大平野の中の都市のため放射冷却現象が強くなり易く、朝晩は冷え込みが厳しい。冬季の平均最低気温は東北南部の仙台市や福島市より低い。強い寒気の元で南岸低気圧が通過すると雪になるが、関東地方の中では極端な大雪になりにくい方である。冬の朝晩の冷え込みが強い他は全国的に見ても穏やかな気候と言える。
| 水戸市金町（水戸地方気象台、標高29m）の気候                  | 水戸市金町（水戸地方気象台、標高29m）の気候 | 水戸市金町（水戸地方気象台、標高29m）の気候 | 水戸市金町（水戸地方気象台、標高29m）の気候 | 水戸市金町（水戸地方気象台、標高29m）の気候 | 水戸市金町（水戸地方気象台、標高29m）の気候 | 水戸市金町（水戸地方気象台、標高29m）の気候 | 水戸市金町（水戸地方気象台、標高29m）の気候 | 水戸市金町（水戸地方気象台、標高29m）の気候 | 水戸市金町（水戸地方気象台、標高29m）の気候 | 水戸市金町（水戸地方気象台、標高29m）の気候 | 水戸市金町（水戸地方気象台、標高29m）の気候 | 水戸市金町（水戸地方気象台、標高29m）の気候 | 水戸市金町（水戸地方気象台、標高29m）の気候 |
| 月                                                           | 1月                                         | 2月                                         | 3月                                         | 4月                                         | 5月                                         | 6月                                         | 7月                                         | 8月                                         | 9月                                         | 10月                                        | 11月                                        | 12月                                        | 年                                          |
| ------------------------------------------------------------ | ------------------------------------------- | ------------------------------------------- | ------------------------------------------- | ------------------------------------------- | ------------------------------------------- | ------------------------------------------- | ------------------------------------------- | ------------------------------------------- | ------------------------------------------- | ------------------------------------------- | ------------------------------------------- | ------------------------------------------- | ------------------------------------------- |
| 最高気温記録 °C （°F）                                       | 23.8 (74.8)                                 | 24.3 (75.7)                                 | 25.9 (78.6)                                 | 31.0 (87.8)                                 | 33.4 (92.1)                                 | 36.2 (97.2)                                 | 38.4 (101.1)                                | 38.4 (101.1)                                | 36.8 (98.2)                                 | 33.1 (91.6)                                 | 26.2 (79.2)                                 | 25.0 (77)                                   | 38.4 (101.1)                                |
| 平均最高気温 °C （°F）                                       | 9.2 (48.6)                                  | 9.8 (49.6)                                  | 13.0 (55.4)                                 | 17.8 (64)                                   | 22.0 (71.6)                                 | 24.5 (76.1)                                 | 28.5 (83.3)                                 | 30.0 (86)                                   | 26.4 (79.5)                                 | 21.2 (70.2)                                 | 16.3 (61.3)                                 | 11.4 (52.5)                                 | 19.2 (66.6)                                 |
| 日平均気温 °C （°F）                                         | 3.3 (37.9)                                  | 4.1 (39.4)                                  | 7.4 (45.3)                                  | 12.3 (54.1)                                 | 17.0 (62.6)                                 | 20.3 (68.5)                                 | 24.2 (75.6)                                 | 25.6 (78.1)                                 | 22.1 (71.8)                                 | 16.6 (61.9)                                 | 10.8 (51.4)                                 | 5.6 (42.1)                                  | 14.1 (57.4)                                 |
| 平均最低気温 °C （°F）                                       | −1.8 (28.8)                                 | −1.2 (29.8)                                 | 2.1 (35.8)                                  | 7.0 (44.6)                                  | 12.5 (54.5)                                 | 17.0 (62.6)                                 | 21.0 (69.8)                                 | 22.2 (72)                                   | 18.6 (65.5)                                 | 12.5 (54.5)                                 | 5.9 (42.6)                                  | 0.5 (32.9)                                  | 9.7 (49.5)                                  |
| 最低気温記録 °C （°F）                                       | −12.0 (10.4)                                | −12.7 (9.1)                                 | −9.0 (15.8)                                 | −3.5 (25.7)                                 | −0.1 (31.8)                                 | 7.3 (45.1)                                  | 10.2 (50.4)                                 | 12.7 (54.9)                                 | 7.9 (46.2)                                  | −0.5 (31.1)                                 | −4.7 (23.5)                                 | −8.2 (17.2)                                 | −12.7 (9.1)                                 |
| 降水量 mm （inch）                                           | 54.5 (2.146)                                | 53.8 (2.118)                                | 102.8 (4.047)                               | 116.7 (4.594)                               | 144.5 (5.689)                               | 135.7 (5.343)                               | 141.8 (5.583)                               | 116.9 (4.602)                               | 186.3 (7.335)                               | 185.4 (7.299)                               | 79.7 (3.138)                                | 49.6 (1.953)                                | 1,367.7 (53.846)                            |
| 降雪量 cm （inch）                                           | 4 (1.6)                                     | 6 (2.4)                                     | 1 (0.4)                                     | 0 (0)                                       | 0 (0)                                       | 0 (0)                                       | 0 (0)                                       | 0 (0)                                       | 0 (0)                                       | 0 (0)                                       | 0 (0)                                       | 1 (0.4)                                     | 12 (4.7)                                    |
| 平均降水日数 （≥0.5 mm）                                     | 5.5                                         | 6.0                                         | 10.5                                        | 11.3                                        | 12.2                                        | 13.0                                        | 12.5                                        | 9.4                                         | 11.8                                        | 12.0                                        | 8.0                                         | 5.9                                         | 118.1                                       |
| 平均降雪日数                                                 | 6.2                                         | 6.9                                         | 5.5                                         | 0.2                                         | 0.0                                         | 0.0                                         | 0.0                                         | 0.0                                         | 0.0                                         | 0.0                                         | 0.1                                         | 3.1                                         | 21.9                                        |
| % 湿度                                                       | 63                                          | 63                                          | 66                                          | 70                                          | 74                                          | 81                                          | 82                                          | 81                                          | 81                                          | 79                                          | 75                                          | 68                                          | 74                                          |
| 平均月間日照時間                                             | 195.4                                       | 174.3                                       | 182.7                                       | 183.5                                       | 186.1                                       | 137.8                                       | 150.8                                       | 179.4                                       | 138.7                                       | 140.6                                       | 153.7                                       | 178.0                                       | 2,000.8                                     |
| 出典：気象庁（平均値：1991年 - 2020年、極値：1897年 - 現在） |                                             |                                             |                                             |                                             |                                             |                                             |                                             |                                             |                                             |                                             |                                             |                                             |                                             |

## 人口
県内最大の都市であるが、人口は県人口の1割に満たない。各都道府県内における最大都市が占める人口の割合としては、東京都区部を一つの都市とした場合は全都道府県の中で最も低い。
| |                                        |  |
| 水戸市と全国の年齢別人口分布（2005年） | 水戸市の年齢・男女別人口分布（2005年） |  |
| ■紫色 ― 水戸市 ■緑色 ― 日本全国 | ■青色 ― 男性 ■赤色 ― 女性              |  |
| 水戸市（に相当する地域）の人口の推移 \| 1970年（昭和45年） \| 195,818人 \| \| \| 1975年（昭和50年） \| 220,859人 \| \| \| 1980年（昭和55年） \| 239,742人 \| \| \| 1985年（昭和60年） \| 253,744人 \| \| \| 1990年（平成2年） \| 260,456人 \| \| \| 1995年（平成7年） \| 261,275人 \| \| \| 2000年（平成12年） \| 261,562人 \| \| \| 2005年（平成17年） \| 262,603人 \| \| \| 2010年（平成22年） \| 268,750人 \| \| \| 2015年（平成27年） \| 270,783人 \| \| \| 2020年（令和2年） \| 270,685人 \| \| |                                        |  |
| 総務省統計局 国勢調査より |                                        |  |
| 1970年（昭和45年） | 195,818人                              |  |
| 1975年（昭和50年） | 220,859人                              |  |
| 1980年（昭和55年） | 239,742人                              |  |
| 1985年（昭和60年） | 253,744人                              |  |
| 1990年（平成2年） | 260,456人                              |  |
| 1995年（平成7年） | 261,275人                              |  |
| 2000年（平成12年） | 261,562人                              |  |
| 2005年（平成17年） | 262,603人                              |  |
| 2010年（平成22年） | 268,750人                              |  |
| 2015年（平成27年） | 270,783人                              |  |
| 2020年（令和2年） | 270,685人                              |  |

## 歴史

### 地名の由来
「水戸」の地名は、那珂川の舟運の河港として盛え、水運の戸口とされていた事に由来する。いつから呼ばれていたかは定かではないが、西暦1400年ごろ（室町時代）には既にその名があったと言われている。那珂川の水運は近代まで存在していたが、陸上輸送に代わられた現在は残っておらず、地名だけが残っている。

### 年表

#### 古代から律令時代まで
- 6世紀ごろ、ニガサワ古墳群など、市内でも古墳が造営される。
- 平安時代末期には、常陸大掾氏一門の馬場資幹が、水戸台地に館を構えた。これが水戸城の最初と言われる。

#### 戦国時代から江戸時代まで
- 戦国時代には、佐竹義宣が、豊臣秀吉の下で勢力を伸ばして水戸城を手に入れた。しかし、佐竹氏は関ヶ原の戦いで徳川側に付かなかったため、徳川家康により水戸を追われ、秋田に転封された。
- 1609年（慶長14年）徳川家康の第11子徳川頼房が水戸城主となり、徳川御三家の一つ水戸藩が創設された。江戸幕府が倒され、1871年に廃藩置県が行われるまで、家康の末子の頼房の子孫が代々藩主を務めた。
- 1842年（天保13年）：徳川斉昭が藩主となり幕末に水戸藩が政治的に重要な地域になる。

#### 明治から第二次世界大戦まで
- 1871年（明治3年）8月29日：廃藩置県により茨城県に属し、水戸は県庁所在地となった。
- 1889年（明治22年）4月1日：市制施行により水戸市となる[4]。市制施行の人口は2万2993人であり、日本で最初に市制施行した31市の一つである。
- 1891年（明治24年）：茨城新聞社創立[5]。
- 1896年（明治29年）：偕楽園にて「水戸の梅まつり」が始まる。
- 1897年（明治30年）
  - 2月25日：常磐線水戸駅開業[6]。水戸測候所（現在の水戸気象台）開設。
  - 水戸の梅まつりが始まる[7]。
- 1906年（明治39年）：大日本史完成（1657年着手）[8]。
- 1907年（明治40年）：水戸市に初めて電灯が灯り、電話も一部で開通する[9]。
- 1910年（明治43年）：電話および電気が当時の市内全域で使用可能となる[10]
- 1918年（大正7年）
  - 3月25日：蒸気機関車の火の粉から火災が発生。約1100戸が焼失する大火になる[11]。
  - 市役所が南三の丸に新築され、棚町から移転[12]。
- 1920年（大正9年）：旧制水戸高等学校（現・茨城大学）創立[13]。
- 1922年（大正11年）4月20日：水戸市報が創刊[14]。
- 1925年（大正14年）水浜電車水戸・磯浜間が開通[12]。
- 1926年（大正15年）
  - 水戸市立高等女学校創立。
  - 茨城鉄道赤塚・石塚間が開通[12]。
- 1929年（昭和4年）11月10日：水戸電気鉄道線（下水戸 - 常陸長岡）間が開通。

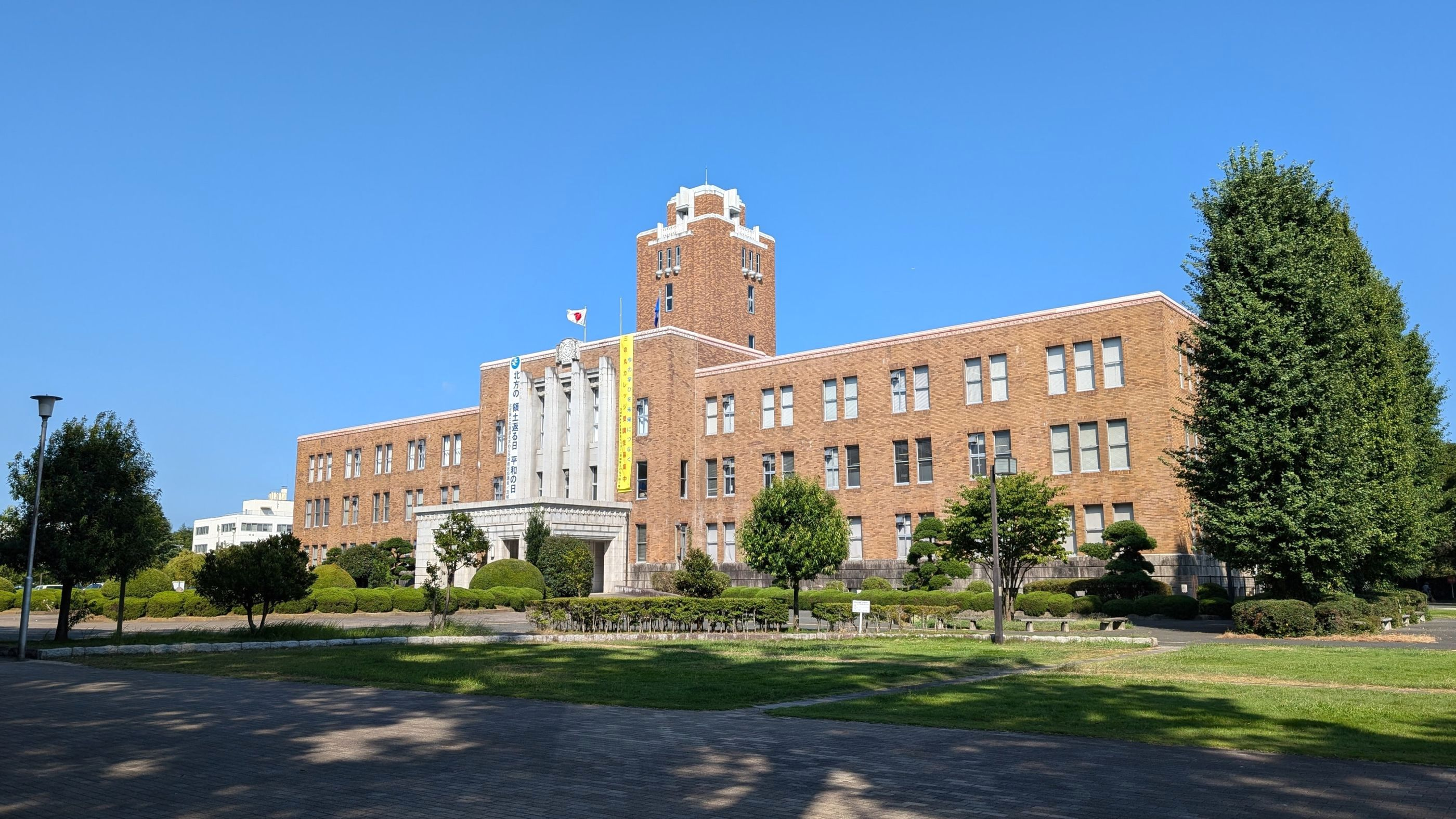
県庁舎（三の丸庁舎）

- 1930年（昭和5年）：茨城県庁舎（三の丸庁舎）が完成[15]。
- 1932年（昭和7年）：芦山浄水場、高区配水塔、低区配水塔を建設し、市内全域への近代的水道敷設事業を竣工する。
- 1933年（昭和8年）：東茨城郡常磐村を編入。
- 1935年（昭和10年）：水戸市歌（初代）を制定。作詞・北原白秋、作曲・山田耕筰。
- 1938年（昭和13年）：満蒙開拓青少年義勇軍内原訓練所開設。
- 1938年（昭和13年）11月29日：水戸電気鉄道線全線廃止。
- 1944年（昭和19年）：ペリリューの戦いにおいて、水戸歩兵第2連隊玉砕。第2連隊将兵約3000名中生存者34名。
- 1945年（昭和20年）：艦砲射撃、8月2日のB-29による水戸空襲のため[16]、市内の4分の3を焼失。水戸城御三階櫓焼失。

#### 第二次世界大戦後
- 1947年（昭和22年）：市立女子専門学校が開校する。水戸公園を弘道館公園と改称する。吉田村の一部を編入する。
- 1949年（昭和24年）：茨城大学が創立される。
- 1952年（昭和27年）：弘道館が国の特別史跡に指定される。緑岡村の全部と上大野村の一部を編入する。
- 1954年（昭和29年）：八幡宮本殿が、国の重要文化財に指定される。
- 1955年（昭和30年）：昭和の大合併で東茨城郡上大野村・渡里村・吉田村・酒門村・河和田村の一部、那珂郡柳河村を編入する。
- 1957年（昭和32年）：東茨城郡飯富村・那珂郡国田村を編入する。
- 1958年（昭和33年）：偕楽園の好文亭の復元工事がされて完成する。東茨城郡赤塚村を編入する。
- 1959年（昭和34年）：市制施行70周年記念式典を挙行する。水戸市歌（2代目、現行）が制定される。
- 1961年（昭和36年）
  - 水戸の七夕黄門まつりを開催する（以後毎年開催）。
  - 常磐線上野・勝田間電化完成[12]。
  - 首都圏整備法による水戸・勝田市街地開発区域に指定[12]。
- 1963年（昭和38年）：茨城放送（現在のLuckyFM茨城放送）が開局し、本放送を開始。
- 1965年（昭和40年）
  - 福井県敦賀市と姉妹都市提携を結ぶ。
  - 市内電車（茨城交通水浜線）部分が廃止される（水戸駅前〜上水戸）。
- 1966年（昭和41年）
  - 市内電車区間を含む（茨城交通水浜線）全線廃止される（水戸駅前〜浜田〜大洗）。
  - 住居表示実施に伴い藩政時代からの旧町名の大半が消滅する。
- 1968年（昭和43年）
  - 交通安全都市宣言。
  - 彦根市と親善都市提携。
  - 市北部へ向かう鉄道、茨城交通茨城線部分廃止（大学前〜石塚）。
- 1970年（昭和45年）
  - 5月25日：首都圏整備法による水戸・日立都市開発区域に指定[17]。
  - 市民憲章が制定される。
- 1971年（昭和46年）：茨城交通茨城線全線廃止（赤塚〜上水戸〜大学前）。
- 1972年（昭和47年）
  - 市庁舎、三の丸一丁目（水戸駅北口）から千波町（現:中央一丁目、水戸駅南口）に移転する。
  - 水戸市民会館が市庁舎隣に完成[18]。
- 1974年（昭和49年）
  - 高松市と親善都市提携を結ぶ。
  - 第29回国民体育大会が茨城県で開催される。水戸市は水泳、陸上、体操ラグビーなどの会場となる[19]。
- 1976年（昭和51年）：人口20万人突破。アナハイム市（米国）と国際親善姉妹都市提携。
- 1977年（昭和52年）：彰考館徳川博物館（現・徳川ミュージアム）開館。
- 1978年（昭和53年）：サントピア（ファッションビル）がオープン[20]。
- 1980年（昭和55年）
  - 市立中央図書館、市立博物館開館。
  - 楮川ダム建設開始。
  - 水戸市民球場が完成[21]。
- 1984年（昭和59年）
  - 3月27日：常磐自動車道水戸ICが供用開始。
  - 水戸駅橋上駅舎・自由通路が供用開始[21]。
- 1985年（昭和60年）
  - 核兵器廃絶平和都市宣言。楮川ダム・楮川浄水場完成。
  - 水戸駅駅ビルが完成[21]
  - 3月14日：鹿島臨海鉄道大洗鹿島線(北鹿島-水戸)が開業。
- 1986年（昭和61年）：「昭和61年8月豪雨」により那珂川が氾濫。過去最悪の被害（3580戸浸水）。
- 1988年（昭和63年）
  - 公民館の全小学校区への配置完了、中央公民館廃止。
  - 10月1日：茨城県近代美術館が開館[22]
  - 12月1日：東茨城郡常北町と境界変更。
- 1989年（平成元年）：市制施行100周年記念式典挙行（市民体育館）。
- 1990年（平成2年）3月22日：水戸芸術館が開館。
- 1991年（平成3年）
  - 市の木（ウメ）、市の花（ハギ）、市の鳥（ハクセキレイ）制定、緑の都市宣言。
  - 10月1日：那珂郡那珂町と境界変更。
- 1992年（平成4年）2月：土地区画整理に伴う新たな住居表示地名として、けやき台1丁目〜3丁目（旧酒門町の一部）が設定される[23]。
- 1992年（平成4年）
  - 東茨城郡常澄村を編入。
  - 水戸の七夕黄門まつりを水戸黄門まつりに改称。
- 1993年（平成5年）
  - 第10回全国都市緑化フェア（愛称グリーンフェア'93いばらき）開催。
  - 11月1日：那珂郡那珂町と境界変更。
- 1995年（平成7年）
  - 3月1日：那珂郡那珂町と境界変更。
  - 12月27日：東茨城郡常北町と法定協議会「水戸市・常北町合併協議会」設置（住民発議）。
- 1996年（平成8年）
  - 男女共同参画都市宣言。
  - 新水戸八景の制定。
  - 12月2日：東水戸道路の水戸南IC～水戸大洗IC間が開通。
- 1997年（平成9年）：サッカー・旧JFLリーグに水戸ホーリーホック昇格[注釈 1]。
- 1998年（平成10年）
  - 大河ドラマ「徳川慶喜」放送、徳川慶喜展示館臨時開館。
  - 8月：栃木県北部集中豪雨の影響によって那珂川が市内で氾濫。
- 1999年（平成11年）
  - 生涯学習都市宣言。
  - 4月：茨城県庁舎が笠原町に移転する。
  - 7月22日：東水戸道路の水戸大洗IC～ひたちなかIC間が開通。
  - 9月30日：東海村JCO臨界事故が発生する。市内の一部に屋内待避要請。
- 2000年（平成12年）
  - 赤塚駅南北自由通路・橋上駅舎が完成[24]。
  - 水戸ホーリーホック、J2リーグ参入。
  - 3月18日：北関東自動車道の友部JCT～水戸南IC間が開通。東水戸道路と接続。
  - 6月：重慶市（中華人民共和国）と友好交流都市提携[25]。
- 2001年（平成13年）：特例市へ移行。
- 2002年（平成14年）：平成14年度全国高等学校総合体育大会が茨城県で開催される。水戸市はソフトテニス、弓道、フェンシングの会場となる[26]。
- 2003年（平成15年）10月1日：水戸市・内原町合併協議会（法定協議会）が設置される[27]。
- 2004年（平成16年）10月1日：NHK水戸放送局、県内向けの地上デジタルテレビジョン放送を開始。市内千波町に民放（中継局）と共同で送信所を設置。
- 2005年（平成17年）
  - 東茨城郡内原町を編入。
  - 11月1日：イオンモール水戸内原がオープン[28]。
- 2006年（平成18年）
  - オセロ発祥の地として第30回世界オセロ選手権大会開催。
  - 2月：隣接する茨城町との合併協議会が設立され、2007年（平成19年）12月の合併を目指していたが、2007年（平成19年）の統一地方選挙において茨城町長に合併慎重派が当選。合併基本合意の取り下げを水戸市に申し入れた。
- 2007年（平成19年）12月1日：東茨城郡城里町と境界変更。
- 2008年（平成20年）11月1日 - 9日：第23回国民文化祭・いばらき2008が茨城県で開催される。水戸市では、オーケストラの祭典、日本舞踊の祭典、茶道フェスティバルなどが開催[29]。
- 2009年（平成21年）
  - 10月：水戸市立競技場が全面改修され、ケーズデンキスタジアム水戸としてリニューアルオープン[30]。
  - 11月3日：市民と行政との協働都市宣言[31]。
- 2010年（平成22年）3月21日、22日：コみケッとスペシゃル5in水戸開催。
- 2011年（平成23年）3月11日：東北地方太平洋沖地震が発生。
水戸市では震度6弱[注釈 2] を記録し、死者2名、重軽傷者78名、家屋全半壊2万5982件の被害。常澄地区に津波のため、宮町3丁目および酒門町、元吉田に土砂災害のため、避難指示又は勧告が出された[32]。
また市全域で電気、ガス、水道が停止した他、JR常磐線の運休や常磐自動車道の通行止め、ガソリン不足により物流が停止し、食料や日常生活品が品不足になるなど市民生活に影響が出た。
- 2012年（平成24年）
  - 10月28日：第1回水戸まちなかフェスティバル開催。
  - 秋：水戸市マスコットキャラクター「みとちゃん」が誕生[33]。
- 2015年（平成27年）
  - 4月1日：健全で豊かな消費生活都市宣言[34]。
  - 4月：近世日本の教育遺産群－学ぶ心・礼節の本源－が日本遺産に認定[35][注釈 3]。
  - 11月20日-23日：第1回水戸のラーメンまつり開催。
- 2016年（平成28年）10月30日：第1回水戸黄門漫遊マラソン開催。
- 2017年（平成29年）度：義務教育学校を除く市内全ての小・中学校を「併設型小・中学校」に移行[36]。
- 2019年（平成31年／令和元年）
  - 1月4日：新市役所庁舎完成により三の丸臨時庁舎から元の所在地（水戸市中央一丁目）で本格的に業務開始。
  - 4月6日：アダストリアみとアリーナがオープン[37]。
  - 9月7日：常磐自動車道 水戸北SICがフルICとなる[38]。
  - 9月28日 - 10月8日：第74回国民体育大会いきいき茨城ゆめ国体2019が茨城県で開催される。水戸市はバスケットボール、レスリング、軟式野球、フェンシング、弓道、ラグビーフットボールの会場となる[39]。
  - 11月4日：水戸市市制130周年式典。

- 2020年（令和2年）

- - 2月4日：水戸城大手門の復元が完成[40]。

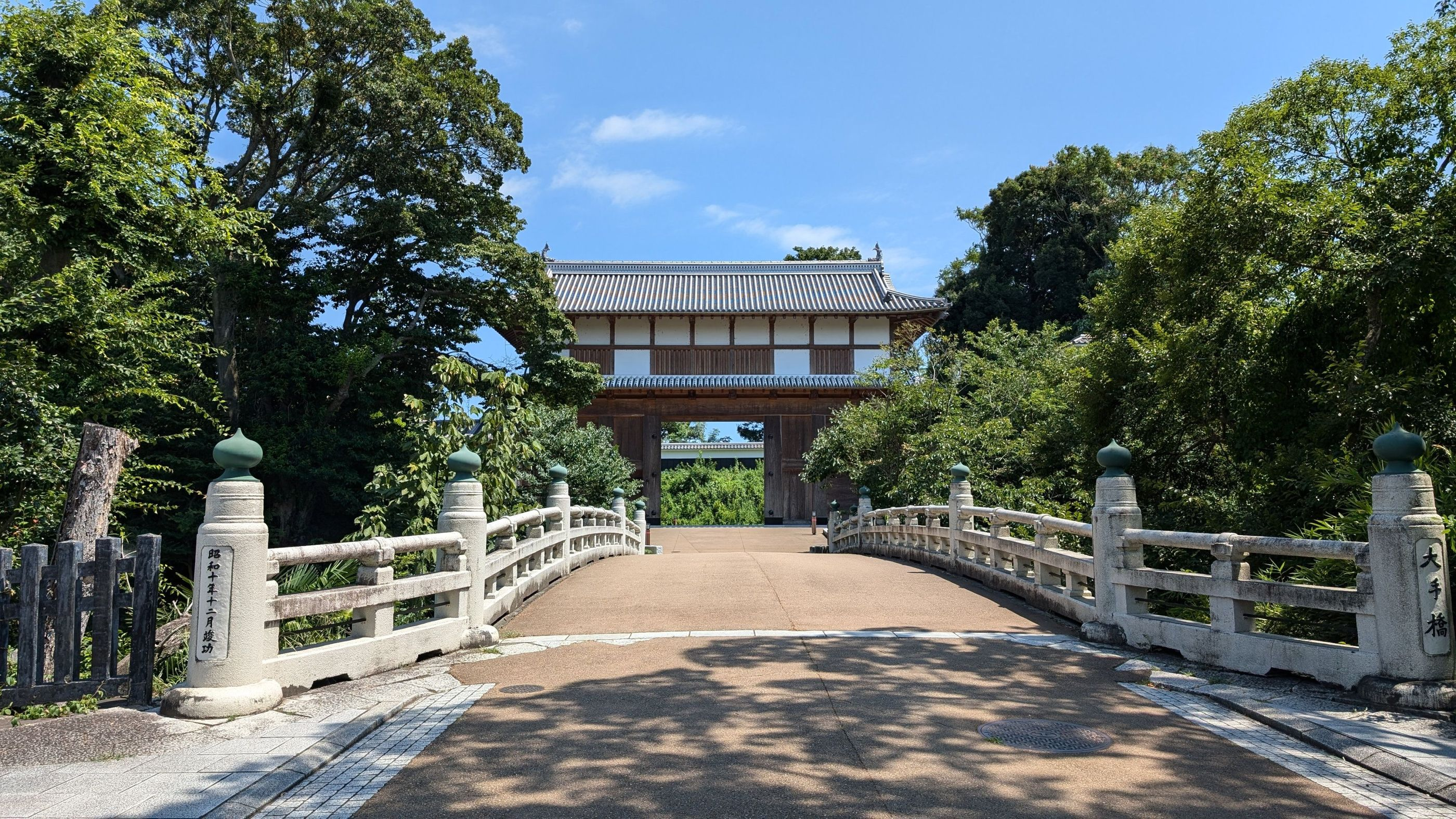
水戸城大手門

  - 4月1日：中核市移行。元気な明日を目指す健康都市宣言[41]。
- 2021年（令和3年）
  - 6月2日：水戸城二の丸角櫓及び土塀が完成・オープン[42]。
  - 11月5日：いばらき県央地域連携中枢都市宣言[43]。
- 2022年（令和4年）11月15日：内原駅南北自由通路・橋上駅舎が供用開始[44]。
- 2023年（令和5年）7月2日：水戸市民会館が旧京成百貨店跡地に移転し、開館[45]。
- 2024年（令和6年）1月19日：第6回「日本ICT教育アワード」文部科学大臣賞を受賞[46][47]。

### 行政区域変遷
※細かい境界の変遷は省略。

#### 変遷の年表
| 水戸市市域の変遷（年表） | 水戸市市域の変遷（年表） | 水戸市市域の変遷（年表） |
| 年                       | 月日                     | 現水戸市市域に関連する行政区域変遷 |
| ------------------------ | ------------------------ | --- |
| 1889年（明治22年）       | 4月1日                   | 市制・町村制の実施により、水戸市と他18村が発足する。 - 水戸市 ← 水戸城下上町・下町と吉田村・浜田村・細谷村・常磐村の各一部 - 東茨城郡（16村） - 常磐村 ← 常磐村単独で村制施行 - 緑岡村 ← 見川村・見和村・小吹村・千波村・笠原新田・平須村 - 渡里村 ← 渡里村・堀村・田野村 - 上大野村 ← 中大野村・圷大野村・東大野村・西大野村・渋井村・吉沼村・細谷村・浜田村 - 吉田村 ← 東野村・米沢村・吉沢村・吉田村 - 酒門村 ← 酒門村・谷田村・石川村・若宮村 - 河和田村 ← 中丸村・赤塚村・萱場新田・河和田村 - 上中妻村 ← 大塚村・金谷村・飯島村・加倉井村 - 山根村 ← 成沢村・木葉下村・谷津村・全隈村・開江村 - 飯富村 ← 飯富村・岩根村・藤井村 - 稲荷村 ← 六反田村・栗崎村・東前村・大串村・島田村 - 下大野村 ← 下大野村・小泉村・川又村・塩ヶ崎村・平戸村 - 大場村 ← 大場村・森戸村・下入野村・秋成新田 - 中妻村 ← 筑地村・赤尾関村・大足村・有賀村・牛伏村・黒磯村・田島村・三野輪村 - 下中妻村 ← 小林村・内原村・中原村・三湯村 - 鯉淵村 ← 鯉淵村・下野新田・五平村・高田村 - 那珂郡（2村） - 柳河村 ← 青柳村・上河内村・中河内村・下河内村 - 国田村 ← 田谷村・上国井村・下国井村 |
| 1933年（昭和8年）        | 3月15日                  | 水戸市は常磐村を編入。 |
| 1952年（昭和27年）       | 4月1日                   | 水戸市は緑岡村・上大野村の一部（細谷の一部）を編入。 |
| 1955年（昭和30年）       | 3月31日                  | - 中妻村、下中妻村、鯉淵村の一部（鯉淵・五平の一部を除く）が合併し、内原村が発足。 - 下大野村・稲荷村・大場村が合併し、常澄村が発足。 |
| 1955年（昭和30年）       | 4月1日                   | - 柳河村・上大野村・渡里村・吉田村・酒門村の一部（若宮を除く）・河和田村の一部（赤塚）を編入。 - 上中妻村・山根村の一部（成沢を除く）・河和田村の残部が合併し、赤塚村が発足。 - 飯富村と山根村の残部（成沢）が合併し、飯富村が発足。 |
| 1957年（昭和32年）       | 6月1日                   | 水戸市は飯富村・国田村（上国井の一部を除く）を編入。 |
| 1958年（昭和33年）       | 4月1日                   | 水戸市は赤塚村を編入。 |
| 1965年（昭和40年）       | 1月1日                   | 内原村が町制施行し内原町となる。 |
| 1992年（平成4年）        | 3月3日                   | 水戸市は常澄村を編入。 |
| 2005年（平成17年）       | 2月1日                   | 水戸市は内原町を編入。 |

#### 旧町村ごとのチャート
| 水戸市市域の変遷表（※細かい境界の変遷は省略） | 水戸市市域の変遷表（※細かい境界の変遷は省略） | 水戸市市域の変遷表（※細かい境界の変遷は省略） | 水戸市市域の変遷表（※細かい境界の変遷は省略） | 水戸市市域の変遷表（※細かい境界の変遷は省略） | 水戸市市域の変遷表（※細かい境界の変遷は省略） | 水戸市市域の変遷表（※細かい境界の変遷は省略） | 水戸市市域の変遷表（※細かい境界の変遷は省略） | 水戸市市域の変遷表（※細かい境界の変遷は省略） | 水戸市市域の変遷表（※細かい境界の変遷は省略） |
| 1868年 以前                                   | 1868年 以前                                   | 1868年 以前                                   | 明治元年 - 明治22年                           | 明治22年 4月1日                               | 明治22年 - 昭和64年                           | 明治22年 - 昭和64年                           | 平成元年 - 現在                               | 現在                                          |                                               |
| --------------------------------------------- | --------------------------------------------- | --------------------------------------------- | --------------------------------------------- | --------------------------------------------- | --------------------------------------------- | --------------------------------------------- | --------------------------------------------- | --------------------------------------------- | --------------------------------------------- |
| 茨城郡 （東茨城郡）                           |                                               | 水戸城下上町                                  | 水戸城下上町                                  | 水戸市                                        | 水戸市                                        | 水戸市                                        | 水戸市                                        | 水戸市                                        |                                               |
| 茨城郡 （東茨城郡）                           | 水戸城下下町                                  |                                               |                                               | 水戸市                                        | 水戸市                                        | 水戸市                                        | 水戸市                                        | 水戸市                                        |                                               |
| 茨城郡 （東茨城郡）                           | 吉田村の一部                                  |                                               |                                               | 水戸市                                        | 水戸市                                        | 水戸市                                        | 水戸市                                        | 水戸市                                        |                                               |
| 茨城郡 （東茨城郡）                           | 浜田村の一部                                  |                                               |                                               | 水戸市                                        | 水戸市                                        | 水戸市                                        | 水戸市                                        | 水戸市                                        |                                               |
| 茨城郡 （東茨城郡）                           | 細谷村の一部                                  |                                               |                                               | 水戸市                                        | 水戸市                                        | 水戸市                                        | 水戸市                                        | 水戸市                                        |                                               |
| 茨城郡 （東茨城郡）                           | 常磐村                                        |                                               |                                               | 水戸市                                        | 水戸市                                        | 水戸市                                        | 水戸市                                        | 水戸市                                        |                                               |
| 茨城郡 （東茨城郡）                           |                                               | 常磐村                                        | 昭和8年3月15日 水戸市に編入                   |                                               |                                               | 水戸市                                        | 水戸市                                        | 水戸市                                        |                                               |
| 茨城郡 （東茨城郡）                           |                                               | 見川村                                        | 見川村                                        | 緑岡村                                        | 昭和27年4月1日 水戸市に編入                   | 水戸市                                        | 水戸市                                        | 水戸市                                        |                                               |
| 茨城郡 （東茨城郡）                           | 見和村                                        |                                               |                                               | 緑岡村                                        | 昭和27年4月1日 水戸市に編入                   | 水戸市                                        | 水戸市                                        | 水戸市                                        |                                               |
| 茨城郡 （東茨城郡）                           | 小吹村                                        |                                               |                                               | 緑岡村                                        | 昭和27年4月1日 水戸市に編入                   | 水戸市                                        | 水戸市                                        | 水戸市                                        |                                               |
| 茨城郡 （東茨城郡）                           | 千波村                                        |                                               |                                               | 緑岡村                                        | 昭和27年4月1日 水戸市に編入                   | 水戸市                                        | 水戸市                                        | 水戸市                                        |                                               |
| 茨城郡 （東茨城郡）                           | 笠原新田                                      |                                               |                                               | 緑岡村                                        | 昭和27年4月1日 水戸市に編入                   | 水戸市                                        | 水戸市                                        | 水戸市                                        |                                               |
| 茨城郡 （東茨城郡）                           | 平須村                                        |                                               |                                               | 緑岡村                                        | 昭和27年4月1日 水戸市に編入                   | 水戸市                                        | 水戸市                                        | 水戸市                                        |                                               |
| 茨城郡 （東茨城郡）                           |                                               | 細谷村                                        | 細谷村                                        | 上大野村                                      | 昭和27年4月1日 水戸市に編入                   | 水戸市                                        | 水戸市                                        | 水戸市                                        |                                               |
| 茨城郡 （東茨城郡）                           | 昭和30年4月1日 水戸市に編入                   | 細谷村                                        | 細谷村                                        | 上大野村                                      |                                               | 水戸市                                        | 水戸市                                        | 水戸市                                        |                                               |
| 茨城郡 （東茨城郡）                           | 中大野村                                      |                                               |                                               | 上大野村                                      |                                               | 水戸市                                        | 水戸市                                        | 水戸市                                        |                                               |
| 茨城郡 （東茨城郡）                           | 圷大野村                                      |                                               |                                               | 上大野村                                      |                                               | 水戸市                                        | 水戸市                                        | 水戸市                                        |                                               |
| 茨城郡 （東茨城郡）                           | 東大野村                                      |                                               |                                               | 上大野村                                      |                                               | 水戸市                                        | 水戸市                                        | 水戸市                                        |                                               |
| 茨城郡 （東茨城郡）                           | 西大野村                                      |                                               |                                               | 上大野村                                      |                                               | 水戸市                                        | 水戸市                                        | 水戸市                                        |                                               |
| 茨城郡 （東茨城郡）                           | 渋井村                                        |                                               |                                               | 上大野村                                      |                                               | 水戸市                                        | 水戸市                                        | 水戸市                                        |                                               |
| 茨城郡 （東茨城郡）                           | 吉沼村                                        |                                               |                                               | 上大野村                                      |                                               | 水戸市                                        | 水戸市                                        | 水戸市                                        |                                               |
| 茨城郡 （東茨城郡）                           | 浜田村                                        |                                               |                                               | 上大野村                                      |                                               | 水戸市                                        | 水戸市                                        | 水戸市                                        |                                               |
| 茨城郡 （東茨城郡）                           |                                               | 渡里村                                        | 渡里村                                        | 渡里村                                        |                                               | 水戸市                                        | 水戸市                                        | 水戸市                                        |                                               |
| 茨城郡 （東茨城郡）                           | 堀村                                          |                                               |                                               | 渡里村                                        |                                               | 水戸市                                        | 水戸市                                        | 水戸市                                        |                                               |
| 茨城郡 （東茨城郡）                           | 田野村                                        |                                               |                                               | 渡里村                                        |                                               | 水戸市                                        | 水戸市                                        | 水戸市                                        |                                               |
| 茨城郡 （東茨城郡）                           |                                               | 東野村                                        | 東野村                                        | 吉田村                                        |                                               | 水戸市                                        | 水戸市                                        | 水戸市                                        |                                               |
| 茨城郡 （東茨城郡）                           | 米沢村                                        |                                               |                                               | 吉田村                                        |                                               | 水戸市                                        | 水戸市                                        | 水戸市                                        |                                               |
| 茨城郡 （東茨城郡）                           | 吉沢村                                        |                                               |                                               | 吉田村                                        |                                               | 水戸市                                        | 水戸市                                        | 水戸市                                        |                                               |
| 茨城郡 （東茨城郡）                           | 吉田村                                        |                                               |                                               | 吉田村                                        |                                               | 水戸市                                        | 水戸市                                        | 水戸市                                        |                                               |
| 那珂郡                                        |                                               | 青柳村                                        | 青柳村                                        | 柳河村                                        |                                               | 水戸市                                        | 水戸市                                        | 水戸市                                        |                                               |
| 那珂郡                                        | 上河内村                                      |                                               |                                               | 柳河村                                        |                                               | 水戸市                                        | 水戸市                                        | 水戸市                                        |                                               |
| 那珂郡                                        | 中河内村                                      |                                               |                                               | 柳河村                                        |                                               | 水戸市                                        | 水戸市                                        | 水戸市                                        |                                               |
| 那珂郡                                        | 下河内村                                      |                                               |                                               | 柳河村                                        |                                               | 水戸市                                        | 水戸市                                        | 水戸市                                        |                                               |
| 那珂郡                                        |                                               | 上国井村                                      | 上国井村                                      | 国田村                                        | 国田村                                        | 昭和32年6月1日 水戸市に編入                   | 水戸市                                        | 水戸市                                        |                                               |
| 那珂郡                                        | 下国井村                                      |                                               |                                               | 国田村                                        | 国田村                                        | 昭和32年6月1日 水戸市に編入                   | 水戸市                                        | 水戸市                                        |                                               |
| 那珂郡                                        | 田谷村                                        |                                               |                                               | 国田村                                        | 国田村                                        | 昭和32年6月1日 水戸市に編入                   | 水戸市                                        | 水戸市                                        |                                               |
| 茨城郡 （東茨城郡）                           |                                               | 飯富村                                        | 飯富村                                        | 飯富村                                        | 昭和30年4月1日 飯富村                         | 昭和32年6月1日 水戸市に編入                   | 水戸市                                        | 水戸市                                        |                                               |
| 茨城郡 （東茨城郡）                           | 岩根村                                        |                                               |                                               | 飯富村                                        | 昭和30年4月1日 飯富村                         | 昭和32年6月1日 水戸市に編入                   | 水戸市                                        | 水戸市                                        |                                               |
| 茨城郡 （東茨城郡）                           | 藤井村                                        |                                               |                                               | 飯富村                                        | 昭和30年4月1日 飯富村                         | 昭和32年6月1日 水戸市に編入                   | 水戸市                                        | 水戸市                                        |                                               |
| 茨城郡 （東茨城郡）                           |                                               | 成沢村                                        | 成沢村                                        | 山根村                                        | 昭和30年4月1日 飯富村                         | 昭和32年6月1日 水戸市に編入                   | 水戸市                                        | 水戸市                                        |                                               |
| 茨城郡 （東茨城郡）                           |                                               | 木葉下村                                      | 木葉下村                                      | 山根村                                        | 昭和30年4月1日 赤塚村                         | 昭和33年4月1日 水戸市に編入                   | 水戸市                                        | 水戸市                                        |                                               |
| 茨城郡 （東茨城郡）                           | 谷津村                                        |                                               |                                               | 山根村                                        | 昭和30年4月1日 赤塚村                         | 昭和33年4月1日 水戸市に編入                   | 水戸市                                        | 水戸市                                        |                                               |
| 茨城郡 （東茨城郡）                           | 全隈村                                        |                                               |                                               | 山根村                                        | 昭和30年4月1日 赤塚村                         | 昭和33年4月1日 水戸市に編入                   | 水戸市                                        | 水戸市                                        |                                               |
| 茨城郡 （東茨城郡）                           | 開江村                                        |                                               |                                               | 山根村                                        | 昭和30年4月1日 赤塚村                         | 昭和33年4月1日 水戸市に編入                   | 水戸市                                        | 水戸市                                        |                                               |
| 茨城郡 （東茨城郡）                           |                                               | 大塚村                                        | 大塚村                                        | 上中妻村                                      | 昭和30年4月1日 赤塚村                         | 昭和33年4月1日 水戸市に編入                   | 水戸市                                        | 水戸市                                        |                                               |
| 茨城郡 （東茨城郡）                           | 金谷村                                        |                                               |                                               | 上中妻村                                      | 昭和30年4月1日 赤塚村                         | 昭和33年4月1日 水戸市に編入                   | 水戸市                                        | 水戸市                                        |                                               |
| 茨城郡 （東茨城郡）                           | 飯島村                                        |                                               |                                               | 上中妻村                                      | 昭和30年4月1日 赤塚村                         | 昭和33年4月1日 水戸市に編入                   | 水戸市                                        | 水戸市                                        |                                               |
| 茨城郡 （東茨城郡）                           | 加倉井村                                      |                                               |                                               | 上中妻村                                      | 昭和30年4月1日 赤塚村                         | 昭和33年4月1日 水戸市に編入                   | 水戸市                                        | 水戸市                                        |                                               |
| 茨城郡 （東茨城郡）                           |                                               | 河和田村                                      | 河和田村                                      | 河和田村                                      | 昭和30年4月1日 赤塚村                         | 昭和33年4月1日 水戸市に編入                   | 水戸市                                        | 水戸市                                        |                                               |
| 茨城郡 （東茨城郡）                           | 中丸村                                        |                                               |                                               | 河和田村                                      | 昭和30年4月1日 赤塚村                         | 昭和33年4月1日 水戸市に編入                   | 水戸市                                        | 水戸市                                        |                                               |
| 茨城郡 （東茨城郡）                           | 萱場新田                                      |                                               |                                               | 河和田村                                      | 昭和30年4月1日 赤塚村                         | 昭和33年4月1日 水戸市に編入                   | 水戸市                                        | 水戸市                                        |                                               |
| 茨城郡 （東茨城郡）                           |                                               | 赤塚村                                        | 赤塚村                                        | 河和田村                                      | 昭和30年4月1日 水戸市に編入                   | 水戸市                                        | 水戸市                                        | 水戸市                                        |                                               |
| 茨城郡 （東茨城郡）                           |                                               | 酒門村                                        | 酒門村                                        | 酒門村 の一部                                 | 昭和30年4月1日 水戸市に編入                   | 水戸市                                        | 水戸市                                        | 水戸市                                        |                                               |
| 茨城郡 （東茨城郡）                           | 谷田村                                        |                                               |                                               | 酒門村 の一部                                 | 昭和30年4月1日 水戸市に編入                   | 水戸市                                        | 水戸市                                        | 水戸市                                        |                                               |
| 茨城郡 （東茨城郡）                           | 石川村                                        |                                               |                                               | 酒門村 の一部                                 | 昭和30年4月1日 水戸市に編入                   | 水戸市                                        | 水戸市                                        | 水戸市                                        |                                               |
| 茨城郡 （東茨城郡）                           |                                               | 下大野村                                      | 下大野村                                      | 下大野村                                      | 昭和30年3月31日 常澄村                        | 昭和30年3月31日 常澄村                        | 平成4年3月3日 水戸市に編入                    | 水戸市                                        |                                               |
| 茨城郡 （東茨城郡）                           | 小泉村                                        |                                               |                                               | 下大野村                                      | 昭和30年3月31日 常澄村                        | 昭和30年3月31日 常澄村                        | 平成4年3月3日 水戸市に編入                    | 水戸市                                        |                                               |
| 茨城郡 （東茨城郡）                           | 川又村                                        |                                               |                                               | 下大野村                                      | 昭和30年3月31日 常澄村                        | 昭和30年3月31日 常澄村                        | 平成4年3月3日 水戸市に編入                    | 水戸市                                        |                                               |
| 茨城郡 （東茨城郡）                           | 塩ヶ崎村                                      |                                               |                                               | 下大野村                                      | 昭和30年3月31日 常澄村                        | 昭和30年3月31日 常澄村                        | 平成4年3月3日 水戸市に編入                    | 水戸市                                        |                                               |
| 茨城郡 （東茨城郡）                           | 平戸村                                        |                                               |                                               | 下大野村                                      | 昭和30年3月31日 常澄村                        | 昭和30年3月31日 常澄村                        | 平成4年3月3日 水戸市に編入                    | 水戸市                                        |                                               |
| 茨城郡 （東茨城郡）                           |                                               | 下入野村                                      | 下入野村                                      | 大場村                                        | 昭和30年3月31日 常澄村                        | 昭和30年3月31日 常澄村                        | 平成4年3月3日 水戸市に編入                    | 水戸市                                        |                                               |
| 茨城郡 （東茨城郡）                           | 大場村                                        |                                               |                                               | 大場村                                        | 昭和30年3月31日 常澄村                        | 昭和30年3月31日 常澄村                        | 平成4年3月3日 水戸市に編入                    | 水戸市                                        |                                               |
| 茨城郡 （東茨城郡）                           | 森戸村                                        |                                               |                                               | 大場村                                        | 昭和30年3月31日 常澄村                        | 昭和30年3月31日 常澄村                        | 平成4年3月3日 水戸市に編入                    | 水戸市                                        |                                               |
| 茨城郡 （東茨城郡）                           | 秋成新田                                      |                                               |                                               | 大場村                                        | 昭和30年3月31日 常澄村                        | 昭和30年3月31日 常澄村                        | 平成4年3月3日 水戸市に編入                    | 水戸市                                        |                                               |
| 茨城郡 （東茨城郡）                           |                                               | 六反田村                                      | 六反田村                                      | 稲荷村                                        | 昭和30年3月31日 常澄村                        | 昭和30年3月31日 常澄村                        | 平成4年3月3日 水戸市に編入                    | 水戸市                                        |                                               |
| 茨城郡 （東茨城郡）                           | 東前村                                        |                                               |                                               | 稲荷村                                        | 昭和30年3月31日 常澄村                        | 昭和30年3月31日 常澄村                        | 平成4年3月3日 水戸市に編入                    | 水戸市                                        |                                               |
| 茨城郡 （東茨城郡）                           | 大串村                                        |                                               |                                               | 稲荷村                                        | 昭和30年3月31日 常澄村                        | 昭和30年3月31日 常澄村                        | 平成4年3月3日 水戸市に編入                    | 水戸市                                        |                                               |
| 茨城郡 （東茨城郡）                           | 島田村                                        |                                               |                                               | 稲荷村                                        | 昭和30年3月31日 常澄村                        | 昭和30年3月31日 常澄村                        | 平成4年3月3日 水戸市に編入                    | 水戸市                                        |                                               |
| 茨城郡 （東茨城郡）                           | 栗崎村                                        |                                               |                                               | 稲荷村                                        | 昭和30年3月31日 常澄村                        | 昭和30年3月31日 常澄村                        | 平成4年3月3日 水戸市に編入                    | 水戸市                                        |                                               |
| 茨城郡 （東茨城郡）                           |                                               | 小林村                                        | 小林村                                        | 下中妻村                                      | 昭和30年3月31日 内原村                        | 昭和40年1月1日 町制                           | 平成17年2月1日 水戸市に編入                   | 水戸市                                        |                                               |
| 茨城郡 （東茨城郡）                           | 内原村                                        |                                               |                                               | 下中妻村                                      | 昭和30年3月31日 内原村                        | 昭和40年1月1日 町制                           | 平成17年2月1日 水戸市に編入                   | 水戸市                                        |                                               |
| 茨城郡 （東茨城郡）                           | 中原村                                        |                                               |                                               | 下中妻村                                      | 昭和30年3月31日 内原村                        | 昭和40年1月1日 町制                           | 平成17年2月1日 水戸市に編入                   | 水戸市                                        |                                               |
| 茨城郡 （東茨城郡）                           | 三湯村                                        |                                               |                                               | 下中妻村                                      | 昭和30年3月31日 内原村                        | 昭和40年1月1日 町制                           | 平成17年2月1日 水戸市に編入                   | 水戸市                                        |                                               |
| 茨城郡 （東茨城郡）                           |                                               | 筑地村                                        | 筑地村                                        | 中妻村                                        | 昭和30年3月31日 内原村                        | 昭和40年1月1日 町制                           | 平成17年2月1日 水戸市に編入                   | 水戸市                                        |                                               |
| 茨城郡 （東茨城郡）                           | 赤尾関村                                      |                                               |                                               | 中妻村                                        | 昭和30年3月31日 内原村                        | 昭和40年1月1日 町制                           | 平成17年2月1日 水戸市に編入                   | 水戸市                                        |                                               |
| 茨城郡 （東茨城郡）                           | 大足村                                        |                                               |                                               | 中妻村                                        | 昭和30年3月31日 内原村                        | 昭和40年1月1日 町制                           | 平成17年2月1日 水戸市に編入                   | 水戸市                                        |                                               |
| 茨城郡 （東茨城郡）                           | 有賀村                                        |                                               |                                               | 中妻村                                        | 昭和30年3月31日 内原村                        | 昭和40年1月1日 町制                           | 平成17年2月1日 水戸市に編入                   | 水戸市                                        |                                               |
| 茨城郡 （東茨城郡）                           | 牛伏村                                        |                                               |                                               | 中妻村                                        | 昭和30年3月31日 内原村                        | 昭和40年1月1日 町制                           | 平成17年2月1日 水戸市に編入                   | 水戸市                                        |                                               |
| 茨城郡 （東茨城郡）                           | 黒磯村                                        |                                               |                                               | 中妻村                                        | 昭和30年3月31日 内原村                        | 昭和40年1月1日 町制                           | 平成17年2月1日 水戸市に編入                   | 水戸市                                        |                                               |
| 茨城郡 （東茨城郡）                           | 田島村                                        |                                               |                                               | 中妻村                                        | 昭和30年3月31日 内原村                        | 昭和40年1月1日 町制                           | 平成17年2月1日 水戸市に編入                   | 水戸市                                        |                                               |
| 茨城郡 （東茨城郡）                           | 三野輪村                                      |                                               |                                               | 中妻村                                        | 昭和30年3月31日 内原村                        | 昭和40年1月1日 町制                           | 平成17年2月1日 水戸市に編入                   | 水戸市                                        |                                               |
| 茨城郡 （東茨城郡）                           |                                               | 鯉淵村の一部                                  | 鯉淵村の一部                                  | 鯉淵村 の一部                                 | 昭和30年3月31日 内原村                        | 昭和40年1月1日 町制                           | 平成17年2月1日 水戸市に編入                   | 水戸市                                        |                                               |
| 茨城郡 （東茨城郡）                           |                                               | 高野村                                        | 明治11年 高田村                               | 鯉淵村 の一部                                 | 昭和30年3月31日 内原村                        | 昭和40年1月1日 町制                           | 平成17年2月1日 水戸市に編入                   | 水戸市                                        |                                               |
| 茨城郡 （東茨城郡）                           | 田沢村                                        |                                               | 明治11年 高田村                               | 鯉淵村 の一部                                 | 昭和30年3月31日 内原村                        | 昭和40年1月1日 町制                           | 平成17年2月1日 水戸市に編入                   | 水戸市                                        |                                               |
| 茨城郡 （東茨城郡）                           | 下野新田                                      |                                               |                                               | 鯉淵村 の一部                                 | 昭和30年3月31日 内原村                        | 昭和40年1月1日 町制                           | 平成17年2月1日 水戸市に編入                   | 水戸市                                        |                                               |
| 茨城郡 （東茨城郡）                           | 五平村の一部                                  |                                               |                                               | 鯉淵村 の一部                                 | 昭和30年3月31日 内原村                        | 昭和40年1月1日 町制                           | 平成17年2月1日 水戸市に編入                   | 水戸市                                        |                                               |

### 発祥の事物
- オセロ発祥の地[49][50][51]（オセロのパッケージ自体は水戸市出身の長谷川五郎が東京で開発したものである[52] が、発売から27年後に、オセロの原型は少年時代に水戸市で考案したものと長谷川が語った[53] ことに由来する）。なお、ゲーム自体はそれ以前から存在するロンドン発祥のリバーシとまったく同じであり、日本発祥とするのは不適切であるとの異論がある[54]。また、開発者の長谷川は、オセロ発売直後には、幼少期に水戸市で目撃したリバーシの用具を大人になってから東京で改良したものがオセロであると説明している[55]。
- 「徳川光圀が日本で初めてラーメンと餃子を食した」と伝えられる。
- ルーズソックスも水戸が発祥とされる[56]。

## 行政

### 市長
- 市長：高橋靖（2011年5月29日就任、4期目）

#### 歴代市長
| 歴代 | 氏名       | 就任年月日                 | 退任年月日                 |
| ---- | ---------- | -------------------------- | -------------------------- |
| 初代 | 服部正義   | 1889年（明治22年）5月10日  | 1892年（明治25年）12月     |
| 2    | 小宅時正   | 1893年（明治26年）12月26日 | 1898年（明治31年）12月25日 |
| 3    | 酒泉温忠   | 1899年（明治32年）3月      | 1905年（明治38年）3月1日   |
| 4    | 床井弘     | 1905年（明治38年）3月      | 1906年（明治39年）11月13日 |
| 5    | 原百之     | 1906年（明治39年）11月13日 | 1914年（大正3年）5月       |
| 6    | 川田久喜   | 1914年（大正3年）5月18日   | 1923年（大正12年）2月3日   |
| 7    | 山崎猛     | 1923年（大正12年）5月28日  | 1924年（大正13年）6月14日  |
| 8    | 鈴木文次郎 | 1924年（大正13年）8月12日  | 1932年（昭和7年）8月11日   |
| 9    | 中崎俊秀   | 1932年（昭和7年）8月12日   | 1941年（昭和16年）6月14日  |
| 10   | 名越時中   | 1941年（昭和16年）9月16日  | 1942年（昭和17年）3月3日   |
| 11   | 渡辺覚造   | 1942年（昭和17年）10月14日 | 1946年（昭和21年）4月23日  |
| 12   | 風戸元愛   | 1946年（昭和21年）6月14日  | 1947年（昭和22年）11月3日  |
| 13   | 山本敏雄   | 1947年（昭和22年）12月9日  | 1967年（昭和42年）11月19日 |
| 14   | 木村傳兵衛 | 1967年（昭和42年）11月20日 | 1972年（昭和47年）6月13日  |
| 15   | 和田祐之介 | 1972年（昭和47年）7月30日  | 1984年（昭和59年）7月29日  |
| 16   | 佐川一信   | 1984年（昭和59年）7月30日  | 1993年（平成5年）8月31日   |
| 17   | 岡田広     | 1993年（平成5年）10月17日  | 2003年（平成15年）3月20日  |
| 18   | 加藤浩一   | 2003年（平成15年）4月27日  | 2011年（平成23年）5月28日  |
| 19   | 高橋靖     | 2011年（平成23年）5月29日  | 現職                       |

### 市役所・支所・出張所・市民センター

#### 市役所
- 水戸市役所

〒310-8610 茨城県水戸市中央1丁目4番1号
JR水戸駅南口より徒歩約10分
関東鉄道・茨城交通水戸市役所（平日のみ乗り入れ）または水戸市役所北、文化センター前下車

#### 支所・出張所
- 内原出張所

〒319-0393 茨城県水戸市内原町1395番地の1
- 赤塚出張所

〒311-4143 茨城県水戸市大塚町1851番地5
- 常澄出張所

〒311-1115 茨城県水戸市大串町2134番地

#### 市民センター
- 三の丸市民センター
- 五軒市民センター
- 竹隈市民センター
- 渡里市民センター
- 上中妻市民センター
- 桜川市民センター
- 緑岡市民センター
- 見和市民センター
- 双葉台市民センター
- 常磐市民センター
- 寿市民センター
- 石川市民センター
- 上大野市民センター
- 飯富市民センター
- 城東市民センター
- 吉田市民センター
- 新荘市民センター
- 千波市民センター
- 柳河市民センター
- 笠原市民センター
- 酒門市民センター
- 見川市民センター
- 国田市民センター
- 赤塚市民センター
- 吉沢市民センター
- 堀原市民センター
- 山根市民センター
- 稲荷第一市民センター
- 大場市民センター
- 稲荷第二市民センター
- 下大野市民センター
- 内原市民センター
- 鯉渕市民センター
- 妻里野市民センター

### 国の行政機関
2022年11月現在
- 警察庁
  - 関東管区警察局茨城県情報通信部
- 総務省
  - 茨城行政監視行政相談センター
- 法務省
  - 水戸地方法務局
  - 水戸刑務所水戸拘置支所
  - 水戸少年鑑別所
  - 法務少年支援センターみと
  - 水戸保護観察所
  - 出入国在留管理庁東京出入国在留管理局水戸出張所
  - 水戸地方検察庁
  - 水戸区検察庁
- 財務省
  - 関東財務局水戸財務事務所
  - 国税庁関東信越国税局水戸税務署
- 文部科学省
  - 水戸原子力事務所
- 農林水産省
  - 関東農政局茨城県拠点
  - 関東農政局那珂川沿岸農業水利事業所
  - 農林水産研究所つくば館水戸ほ場
- 林野庁
  - 関東森林管理局茨城森林管理署
- 厚生労働省
  - 関東信越厚生局茨城事務所
  - 茨城労働局
    - 水戸労働基準監督署
    - 水戸公共職業安定所
- 国土交通省
  - 関東運輸局茨城運輸支局
  - 関東地方整備局
    - 常陸河川国道事務所
    - 常陸河川国道事務所水戸出張所
    - 常陸河川国道事務所水戸国道維持班
- 気象庁水戸地方気象台
- 防衛省
  - 自衛隊茨城地方協力本部
  - 自衛隊茨城地方協力本部水戸募集案内所

## 議会

### 県議会
- 選挙区：水戸市・城里町選挙区
- 定数：6人
- 任期：2023年1月8日 - 2027年1月7日[59]
- 投票日：2022年12月11日
- 当日有権者数：241,047人
- 投票率：38.28％

| 候補者名   | 当落 | 年齢 | 所属党派     | 新旧別 | 得票数   |
| ---------- | ---- | ---- | ------------ | ------ | -------- |
| 舘静馬     | 当   | 55   | 自由民主党   | 現     | 13,745票 |
| 高崎進     | 当   | 61   | 公明党       | 現     | 12,610票 |
| 木本信太郎 | 当   | 45   | 無所属       | 新     | 11,247票 |
| 玉造順一   | 当   | 51   | 立憲民主党   | 現     | 10,630票 |
| 江尻加那   | 当   | 49   | 日本共産党   | 現     | 10,313票 |
| 川津隆     | 当   | 71   | 自由民主党   | 現     | 10,165票 |
| 郡司真人   | 落   | 42   | 無所属       | 新     | 8,579票  |
| 小泉康二   | 落   | 40   | 無所属       | 新     | 6,921票  |
| 武藤優子   | 落   | 58   | 日本維新の会 | 新     | 5,949票  |
| 大関修右   | 落   | 71   | 無所属       | 新     | 977票    |

### 衆議院
（出典：）
- 茨城県第1区：水戸市、笠間市、筑西市、桜川市、東茨城郡城里町[62]
- 任期：2024年10月27日 - 2028年10月26日[63]
- 当日有権者数：224,400人
- 投票率：49.53％

| 当落 | 候補者名   | 年齢 | 所属党派     | 新旧別 | 得票数   | 重複 | 備考         |
| ---- | ---------- | ---- | ------------ | ------ | -------- | ---- | ------------ |
| 当   | 福島伸享   | 54   | 無所属       | 前     | 49,470票 |      |              |
| 比当 | 田所嘉徳   | 70   | 自由民主党   | 前     | 35,448票 | ○    | 推薦：公明党 |
|      | 武藤優子   | 60   | 日本維新の会 | 新     | 14,378票 | ○    |              |
|      | 高橋誠一郎 | 29   | 日本共産党   | 新     | 8,779票  | ○    |              |

※当日有権者数、投票率、得票数は水戸市の結果のみを抽出した。

## 司法

### 裁判所
- 水戸地方裁判所
- 水戸家庭裁判所
- 水戸簡易裁判所

## 経済

### 産業
水戸は商業都市であり、第三次産業が大半を占めている。
- 主な産業：第三次産業（2020年）[64]
  - 第一次産業：2,892人（2.3%）
  - 第二次産業：23,135人（18.2％）
  - 第三次産業：97,991人（77.2％）
- 内訳
  - 卸売業、小売業：17.1％
  - 医療、福祉：14.2%
  - 製造業：10.3%
  - 建設業：7.9%
  - サービス業：6.6%　など
- 水戸商工会議所
  - 水戸商工会議所青年部

### 水戸市に本社・本店を置く企業
- 暁飯島工業
- 伊勢甚
- 茨城交通
- 茨城新聞
- LuckyFM茨城放送
- 株木建設 - 東京にも本社がある
- 亀印製菓
- ケーズホールディングス（ケーズデンキ）
- アダストリア - 水戸には本店を、東京には本社を置いている
- 山新
- 常陽銀行
- 水戸信用金庫
- ノーブルホーム - 2018年（平成30年）に水戸市民球場の命名権を取得
- 野村花火工業
- 麺のスナオシ
- フットボールクラブ水戸ホーリーホック
- 水戸ヤクルト販売
- 吉田石油

## 姉妹都市・提携都市

### 日本国内
天狗党の乱との関連で敦賀市と姉妹都市になり、その後、敦賀市の仲介により彦根市とも親善都市となる。彦根市とは桜田門外の変で関係がある。（大老井伊直弼は彦根藩主の家系、井伊を討ったのは水戸藩浪士を中心とした集団。）更に、彦根市の仲介により高松市とも親善都市になる。なお、江戸時代に高松を治めた高松松平氏は、水戸徳川家の分家である。
- 敦賀市（福井県）- 1964年（昭和39年）10月10日 姉妹都市提携
- 彦根市（滋賀県）- 1968年（昭和43年）10月29日 親善都市提携
- 高松市（香川県）- 1974年（昭和49年）4月13日 親善都市提携

### 国外
- アナハイム市（アメリカ合衆国カリフォルニア州）

1976年（昭和51年）12月21日 国際親善姉妹都市提携（遊園地、ディズニーランドで有名）
- 重慶市（中華人民共和国直轄市）

2000年（平成12年）6月6日 友好交流都市提携
- 台南市（台湾)

2024年（令和6年）11月22日　友好交流協定締結　

## 地域

### 中心部
中心市街地は水戸駅周辺であり、常磐線北側の台地上を上市（うわいち）、水戸駅から東の下町を下市（しもいち）という。繁華街は北口方面に形成され、その中心を国道50号が東西に貫く。国道50号は片道二車線で右側レーンが通行路、左車線は一部バス専用レーンの時間帯がある。南口は再開発により、ホテルや商業施設が並ぶ。

#### 水戸駅北口

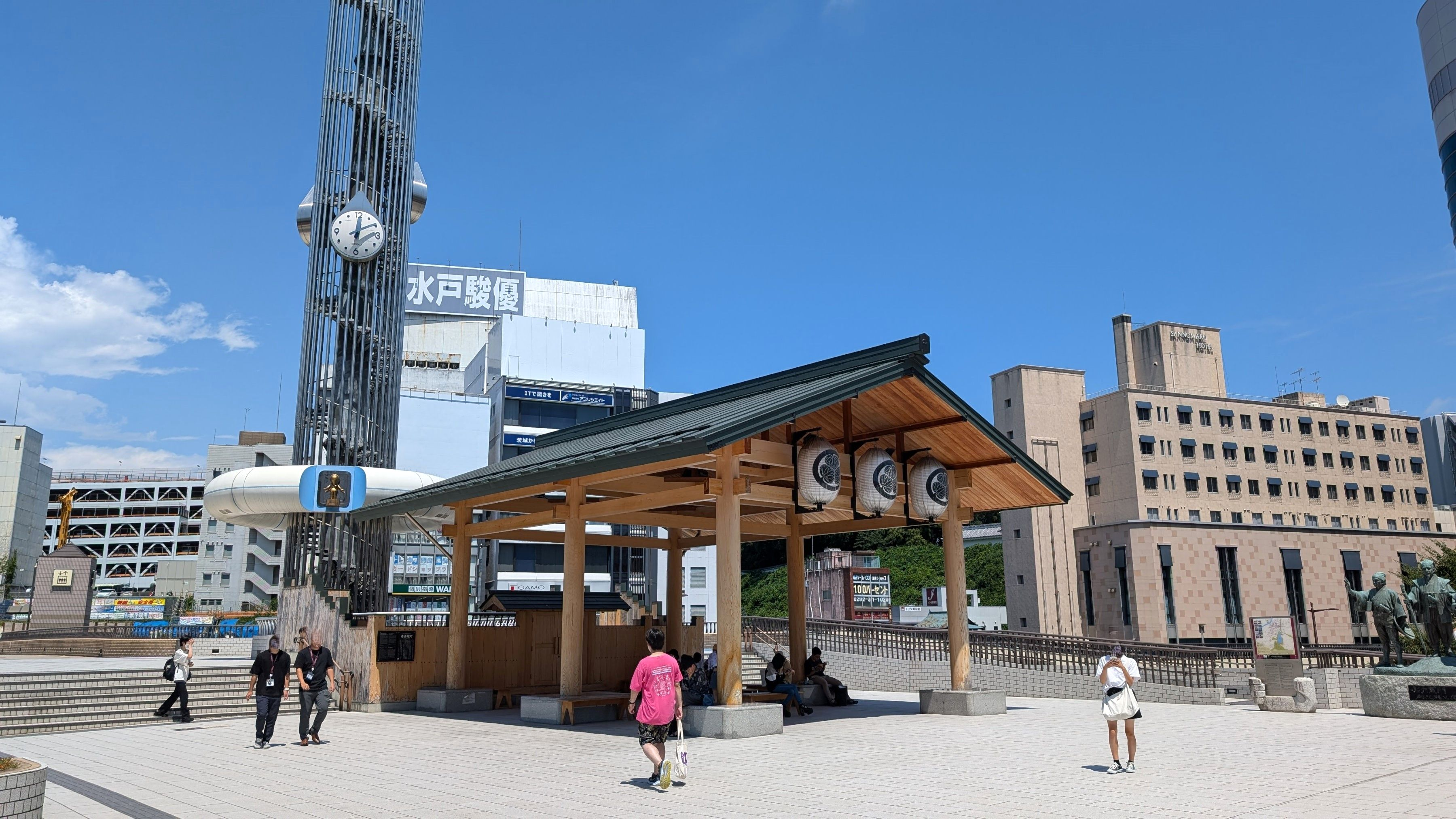
駅北口のお休み処

水戸駅北口には駅ビルEXCELや北口再開発ビル「MYM（マイム）」（旧：丸井水戸店、宮町1丁目、1993年（平成5年）2月27日開業）があり、そこから延びるメインストリートでは、ボンベルタ伊勢甚水戸店跡が周辺建物を含め再開発され、向かいにあった水戸京成百貨店（現・京成百貨店、泉町1丁目）が2006年（平成18年）3月17日に移転して開業した。
しかし、2003年（平成15年）2月20日に泉町1丁目の百貨店「ボンベルタ伊勢甚水戸店」が閉店し、2005年（平成17年）10月31日にはダイエー水戸店が閉店、2009年（平成21年）3月31日にはLIVIN水戸店が閉店、そして旧ダイエー水戸店跡に2007年（平成19年）10月19日に開業した「MIMO」（ミーモ） が2013年（平成25年）4月21日に閉店した ほか、サントピアも閉店するなど大型店が相次いで閉店している。2018年（平成30年）9月17日には丸井水戸店も閉店した。
なお、移転で空いた旧水戸京成百貨店ビルを伊勢甚本社が取得し、泉町1丁目北地区市街地再開発準備組合による再開発事業の対象地の中核となっていて、2023年（令和5年）7月には水戸市民会館が移転した。水戸芸術館、水戸市民会館、水戸京成百貨店の3つの施設が並ぶ地区は「MitoriO」と名付けられている。
再開発事業の開始までの間の暫定利用としてそのビルを一部利用し、水戸ショッピングストリート キミットとして2008年（平成20年）1月25日にオープンしたが2011年（平成23年）3月の東日本大震災発生でその後事実上の閉店となった。
ユニー水戸店と隣接の田原屋水戸店跡と共に商業施設やマンションの入る25階建て程度かそれ以上の超高層ビルの建設計画が構想されていたが建築資材値上がりの影響などで計画が実現せず一部が駐車場として利用されるだけになっていたため住友不動産と2年間無償で水戸市が一部を借りることで合意が成立し2009年（平成21年）2月21日に「南町自由広場」がオープンした。2015年（平成27年）以降にプロバスケットチームである茨城ロボッツがM-SPOとしてオープンしている。
2015年（平成27年）7月には、「水戸駅前三の丸地区市街地再開発組合」が設立され、2016年（平成28年）11月に都市計画決定がなされている。街区名称は「コモンスクエア水戸」で、住宅・商業棟とオフィス・商業棟、駐車場棟からなる複合再開発事業となっている。
2024年（令和6年）4月1日、茨城県暴力団排除条例が改正され、暴力団排除特別強化地域として泉町三丁目、五軒町三丁目のうち1番、5番及び6番、栄町一丁目、大工町一丁目、大工町二丁目のうち2番及び3番並びに天王町のうち5番及び6番が指定された。地域内では特定営業者および暴力団員に対して禁止行為（みかじめ料の支払い・受取など）が定められ、違反者には罰金が課せられることとなった。

#### 水戸駅南口

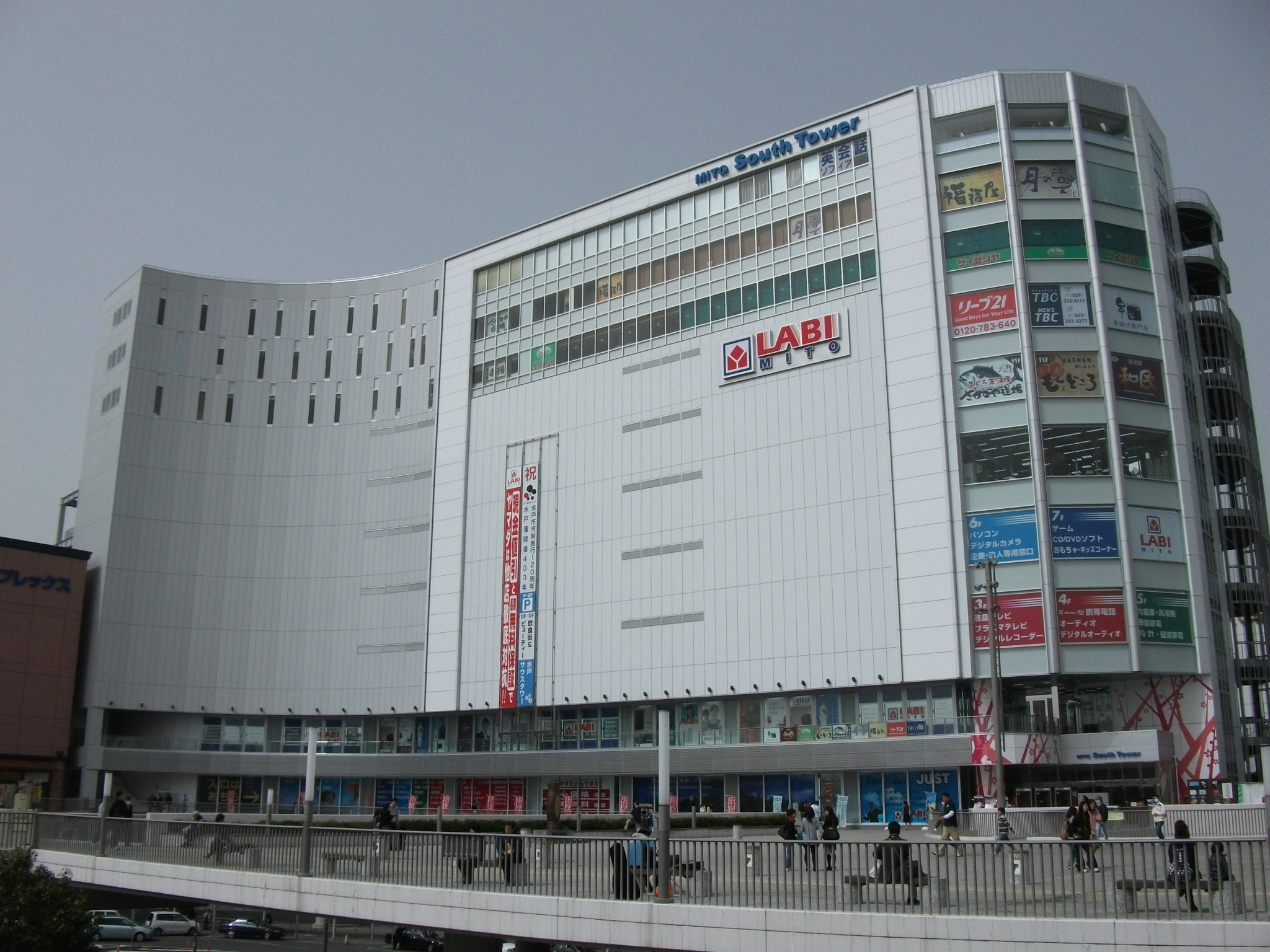
水戸駅南口駅前（水戸サウスタワー）

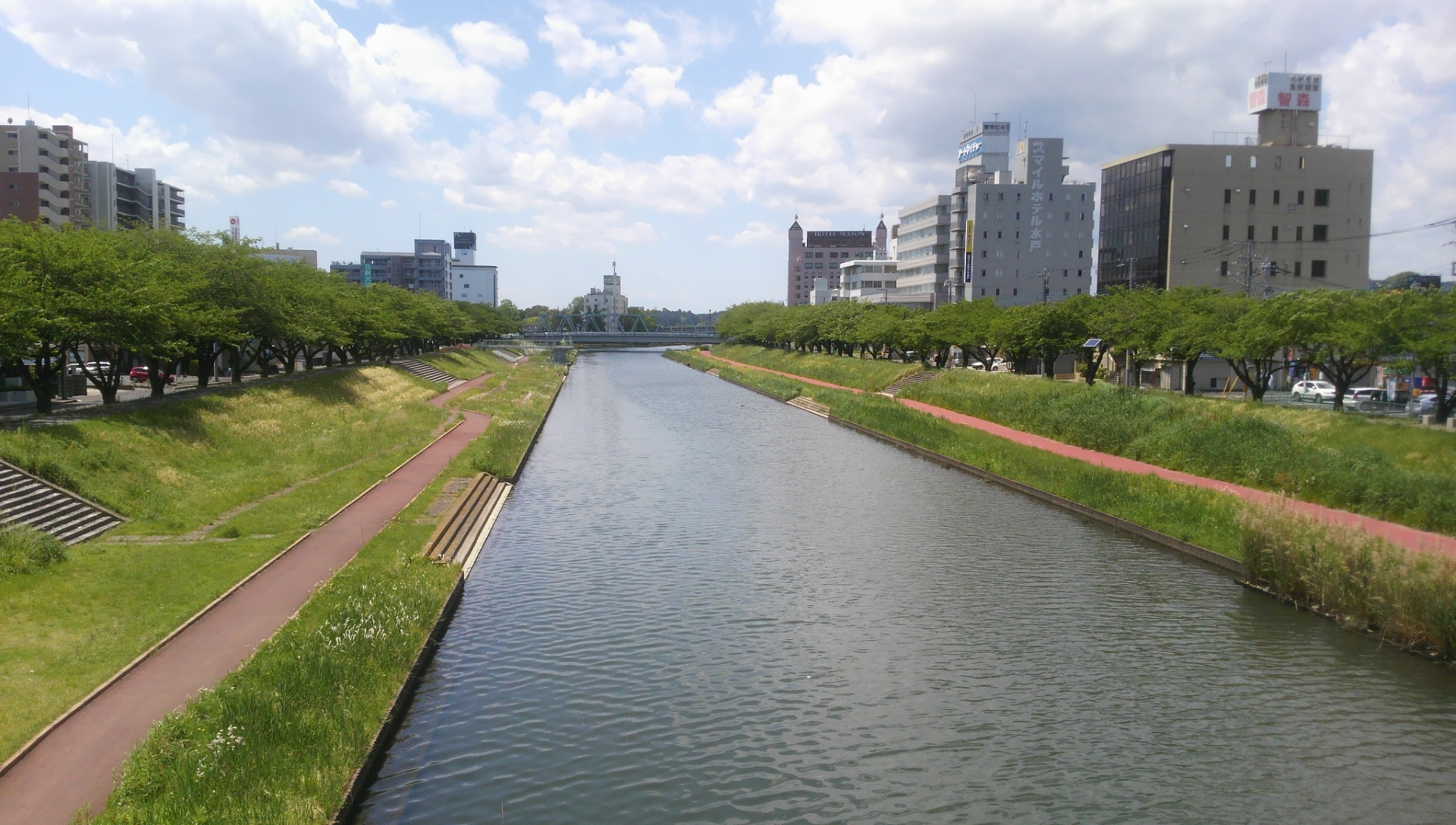
桜川（水戸市中央）

水戸駅南口では南口駅ビルエクセルみなみがビックカメラを核店舗として 2011年（平成23年）5月25日に開業したほか、2006年（平成18年）にはCOMBOX310、ヤマダ電機LABIをキーテナントとする「水戸サウスタワー」が2008年（平成20年）にオープンした。しかし、2015年（平成27年）5月にLABI水戸は閉店している。その後、水戸サウスタワーには2017年（平成29年）3月18日に水戸OPAがオープンした。また、南口にはホテル、高層マンションなどが複数建設されている。

### 郊外
赤塚駅周辺ではマンションや複合高層施設が立地している。南口には2005年（平成17年）3月25日にカスミフードスクエア水戸赤塚店（河和田1‐1）、同年4月22日にはヨークベニマル赤塚店（姫子2-30）が開業し、スーパーを核として商業施設が整備されている。
茨城県庁周辺は、県の公共施設や商業施設が立地するほか、国道50号水戸バイパス沿線では、特に大塚町からけやき台にかけてロードサイドショップが立ち並ぶ。2020年3月に米沢町のビクター水戸工場跡地にヨークベニマルやユニクロ、無印良品が入店するヨークタウン水戸が開業。平日朝、夕方及び土日祝日は周辺道路において渋滞が発生している。渋滞対策としてさくら通りを中心に道路拡張工事を行っている。2022年3月8日には福岡市に本社がある一蘭が元吉田町交差点側にあったかっぱ寿司跡地に茨城県初出店を果たす。内原駅周辺は、県央地域最大の郊外型ショッピングセンターであるイオンモール水戸内原（中原町字西135）が2005年（平成17年）11月11日に開業し、この周辺にも家電量販店や飲食店などといったロードサイドショップが増えている。

### 区分

#### 大区分
| 地域     | 市役所・支所・出張所  | 最寄り駅 |
| -------- | --------------------- | -------- |
| 中央地域 | 水戸市役所 本庁舎     | 水戸駅   |
| 常澄地域 | 水戸市役所 常澄出張所 | 常澄駅   |
| 赤塚地域 | 水戸市役所 赤塚出張所 | 赤塚駅   |
| 内原地域 | 水戸市役所 内原出張所 | 内原駅   |

#### 学校区
- 中学校区（15）
- 小学校区（33）

かつての「水戸市立山根小学校」は廃止され、それまでの山根小学校区は「水戸市立双葉台小学校」の学校区に統合された。ただし、「山根市民センター」は引き続き運営されている。また、山根地区の住民組織である「山根自治連合会」は、「双葉台地区住民の会」とは独立して活動している。

#### 町名一覧
- 青柳町
- 赤尾関町
- 赤塚
- 秋成町
- 圷大野
- 曙町
- 朝日町
- 愛宕町
- 木葉下町
- 有賀町
- 飯島町
- 飯富町
- 石川
- 石川町
- 泉町
- 岩根町
- 牛伏町
- 内原
- 内原町
- 大串町
- 大足町
- 大塚町
- 大場町
- 大町
- 小原町
- 加倉井町
- 笠原町
- 金谷町
- 金町
- 上河内町
- 上国井町
- 上水戸
- 萱場町
- 川又町
- 瓦谷
- 河和田町
- 北見町
- 栗崎町
- 黒磯町
- けやき台
- 小泉町
- 鯉淵町
- 小林町
- 小吹町
- 紺屋町
- 五軒町
- 五平町
- 栄町
- 酒門町
- 柵町
- 桜川
- 三の丸
- 塩崎町
- 渋井町
- 島田町
- 下入野町
- 下大野町
- 下国井町
- 下野町
- 白梅
- 新荘
- 新原
- 自由が丘
- 城東
- 城南
- 水府町
- 末広町
- 杉崎町
- 住吉町
- 千波町
- 高田町
- 田島町
- 田野町
- 田谷町
- 大工町
- ちとせ
- 中央
- 筑地町
- 天王町
- 東野町
- 東前
- 東前町
- 常磐町
- 中大野
- 中河内町
- 中原町
- 中丸町
- 成沢町
- 西大野
- 西原
- 根本
- 根本町
- 袴塚
- 八幡町
- 浜田
- 浜田町
- 梅香
- 東赤塚
- 東大野
- 東桜川
- 東台
- 東原
- 姫子
- 開江町
- 平須町
- 平戸町
- 備前町
- 藤井町
- 藤が原
- 藤柄町
- 双葉台
- 文京
- 堀町
- 本町
- 全隈町
- 松が丘
- 松本町
- 見川
- 見川町
- 緑町
- 南町
- 三野輪町
- 宮内町
- 宮町
- 三湯町
- 見和
- 元石川町
- 元台町
- 元山町
- 元吉田町
- 森戸町
- 谷田町
- 谷津町
- 柳河町
- 柳町
- 百合が丘町
- 吉沢町
- 吉田
- 吉沼町
- 米沢町
- 六反田町
- 若宮
- 若宮町
- 渡里町

全隈町「内原」の地名は、満蒙開拓青少年義勇軍の訓練所があったため、戦時中、全国的に知られた。

## 町内会・自治会など

### 町内会・自治会などの概要
水戸市内には、約1300の町内会・自治会がある。町内会と自治会は単に名称の違いであり、内容や活動が異なるものではない。多くの水戸市内の町内会・自治会は、(1)「ごみ集積所の設置や維持管理」を初めとする環境美化、(2)「防犯灯の設置や維持管理」を初めとする防犯・防災、(3)「回覧板、広報みとの配布」を初めとする連絡・情報共有、(4)「市民スポーツ大会への参加協力」を初めとする交流・親睦、などの活動をしているが、各町内会・自治会によって活動内容は異なる。各町内会・自治会に対する加入世帯は、数世帯から600世帯に及ぶものまである。世帯数が多い町内会・自治会は、その下に班を組織し、回覧板の回覧のほか、地域活動を行う単位としている。水戸市内の2024年（令和6年）4月1日時点における町内会・自治会への加入率は、50.1%である。
各町内会・自治会は、「地区会」に所属している。各地区会の名称としては、「○○をつくる会」（9地区）、「○○住民の会」（7地区）、「○○連合会」（7地区）などが主にある。地区会では運動会や祭りの開催などを行っている。地区会は、おおむね小学校区単位に組織され、当該地区内の町内会・自治会、社会福祉協議会支部、高齢者クラブ、女性会、PTA、子ども会育成会、民生委員、防犯協会などで構成される。地区会は、34あり、市民センターを拠点に活動している。
「水戸市住みよいまちづくり推進協議会」（略称: 水住協、住み協、住協）は、「地区会」の代表者などで構成され、各地区会の連携を図っており、住みよいまちづくりを行政と共に推進することを目標に掲げている。水戸市住みよいまちづくり推進協議会は、かつて水戸市におけるコミュニティ活動の母体をなしていた「水戸市自治連合会」と「水戸市民憲章推進協議会」という2つの住民組織を統一しようという機運 によって、1996年（平成8年）に設立 された。
なお、水戸市内の町内会・自治会などについての文書等としては、次のようなものがある。まず、水戸市においては、「水戸市町内会・自治会の活動の活性化に関する条例」（令和6年水戸市条例第70号、令和6年12月20日制定）が制定されている。また、地域コミュニティに関する水戸市の計画として、「水戸市コミュニティ推進計画」が策定されている。加えて、地域が主体となった地域コミュニティ活動の推進に向けた指針として、各「地区会」において「地域コミュニティプラン」が策定されている。さらに、町内会・自治会の運営や活動の参考として「水戸市住みよいまちづくり推進協議会」によって「町内会・自治会等運営の手引き」が毎年度発行されている。このほかにも、細かなことについて言及している文章等は多数ある。

### 町内会・自治会などの年表
- 1889年（明治22年）以降 : 町内会（長）の前身に捉えられる町務委員[106]が現れる。町務委員は、各町より選出された町代表であった模様[106]。町務委員の会合として、有志の団体である町務委員会もできる[106]。（水戸市下市では、市制実施の1889年（明治22年）の後、5、6年を経て下市町務委員会ができたとされている[106]。）
- 1940年（昭和15年）: 「部落会町内会等整備要領」（昭和15年内務省訓令第17号）が発せられる（9月11日）。「部落会町内会等整備要領」に則って、「水戸市町内会規程」が設定される[106]。水戸市においても市の下部組織としての「町内会」が設置される[107]。町務委員を町内会長に選任することによって、町務委員制度を町内会として整備する、すなわち旧来の自治機関を国策遂行上の隣保共助の組織へと編成替えする措置がとられた[106]。町内会は「班」を組織し（5～13世帯を単位に1つの班を構成していた）、それぞれの班に納税や国債の消化といった経済的側面での機能や、食糧増産や配給、供出、隣人の相互監視といった戦時中における社会生活面での機能を担わせていた[107]。町内会の上部組織として「町内会連合会」が6地区（三の丸・五軒・新荘・城東・浜田・常磐）に設置される[107]。 - 日中戦争における戦時体制下[107]。
- 1947年（昭和22年）:  「部落会町内会等整備要領」（昭和15年内務省訓令第17号）を廃止する昭和22年内務省訓令第4号が発せられる（1月22日）。ポツダム政令第15号（「昭和20年勅令第542号ポツダム宣言の受諾に伴い発する命令に関する件に基く町内会部落会又はその連合会等に関する解散、就職禁止その他の行為の制限に関する政令」、昭和22年政令第15号）が公布される（5月3日） - 「日本国との平和条約」（サンフランシスコ平和条約、昭和27年条約第5号）の発効後まで、日本の本土において「町内会」「部落会」やそれらの「連合会」などが禁止されることになった。
- 1952年（昭和27年）: ポツダム政令第15号が効力を失う（10月25日）（「ポツダム宣言の受諾に伴い発する命令に関する件の廃止に関する法律」（昭和27年法律第81号）に基づき、「日本国との平和条約」（サンフランシスコ平和条約、昭和27年条約第5号）が発効した日（4月28日）から起算して180日を超えた日（10月25日）に、ポツダム政令第15号を含めポツダム命令の多くが効力を失った）。 - この年の10月25日から町内会・自治会の復活が名実ともに可能となる。
- 1953年（昭和28年）: 水戸市が50戸程度を単位として「町内連絡委員を設置する要項」を作成 - 町内連絡委員は、市長の委嘱を受け身分は非常勤の公務員となった（4月）[108]。地区の組織として「町内会連絡協議会」が設立（4月）[108]。
- 1957年（昭和32年）: 「水戸市市政協力委員設置規則」制定 - 町内連絡委員は市政協力委員と名称が変わる（4月）[108]。
- 1970年（昭和45年）: 中央組織として「水戸市市政協力委員連絡協議会」が設立（6月）[108]。「水戸市民憲章」が市民からの公募により制定[108]（12月1日[109]）。
- 1971年（昭和46年）: 「水戸市民憲章推進協議会」発足（2月）[108]。
- 1973年（昭和48年）ころ: 1974年（昭和49年）の茨城国体（第29回国民体育大会）の開催を契機に水戸市民憲章推進協議会の下部組織として、各小学校区単位に「水戸市民憲章推進各地区実践会」が発足 - この実践会は、町内会、自治会、子ども会、婦人会、高齢者クラブをはじめ多くの市民団体によって組織された[108]。
- 1988年（昭和63年）: 水戸市市政協力委員連絡協議会は、「水戸市自治連合会」という民間組織に生まれ変わる - 市長から委嘱されることをやめる（10月）[108]。
- 1991年度（平成3年度）: 水戸市自治連合会と水戸市民憲章推進協議会が、双方の一本化について、各々の一体化検討委員会で検討に入る[108]。
- 1992年（平成4年）: 水戸市自治連合会の一体化検討委員会が答申（2月18日）[108]。水戸市民憲章推進協議会の一体化検討委員会が答申（1月27日）[108]。水戸市自治連合会と水戸市民憲章推進協議会の合同役員会で一体化を進めることが確認される[100]。常澄村が水戸市に編入（3月3日）[110]。
- 1993年（平成5年）から 1995年（平成7年）: 各地区において統一のための総会が開催され「地区会」が設立[100]。
- 1996年（平成8年）: 各地区会の会長を理事とした中央組織の「水戸市住みよいまちづくり推進協議会」が設立[100]。
- 1999年（平成11年）: 常澄地区が水戸市住みよいまちづくり推進協議会に加入[100]。
- 2005年（平成17年）: 内原町が水戸市に編入（2月1日）[110]。
- 2009年（平成21年）: 水戸市が「市民と行政との協働都市宣言」を行う（11月3日）[111]。
- 2010年（平成22年）: 公民館を市民センターに一本化[112]。
- 2011年（平成23年）: 内原地区が水戸市住みよいまちづくり推進協議会に加入[100]。
- 2017年（平成29年）: 水戸市と三の丸自治コミュニティ連合会が地方自治法施行70周年記念総務大臣表彰を受賞する（11月20日）[113]。
- 2020年（令和2年）: 水戸市住みよいまちづくり推進協議会、公益社団法人茨城県宅地建物取引業協会、水戸市の三者が「町内会・自治会への加入促進に関する協定」を締結する（10月22日）[98][114][115][116]。
- 2022年（令和4年）: 「みと町内会・自治会カード」事業開始（1月）[117][118][119][120]。
- 2025年（令和7年）: 「水戸市町内会・自治会の活動の活性化に関する条例」（令和6年水戸市条例第70号、令和6年12月20日制定）が施行（4月1日）[101]。

### 地区会の一覧
地区会の一覧である。
- 三の丸地区: 三の丸自治コミュニティ連合会
- 五軒地区: ふぁいぶたうんコミュニティ
- 新荘地区: 住みよいまちづくり新荘会
- 城東地区: 水戸市城東地区自治団体連合会
- 浜田地区: 住みよい浜田をつくる会
- 常磐地区: ランド常磐の会
- 緑岡地区: 緑岡住民の会
- 寿地区: 寿地区自治連合団体
- 上大野地区: 住みよい上大野をつくる会
- 柳河地区: 柳河自治住民の会
- 渡里地区: 渡里住民の会
- 吉田地区: 吉田地区自治実践会
- 酒門地区: ふるさと酒門をつくる会
- 石川地区: 石川地区コミュニティ連絡協議会
- 飯富地区: 飯富自治実践会
- 国田地区: 国田地区自治実践会
- 河和田地区: ゆたかな河和田をつくる会
- 上中妻地区: 上中妻地区住民の会
- 山根地区: 山根自治連合会
- 見川地区: 住みよい見川をつくる会
- 千波地区: 故郷千波を創る協議会
- 梅が丘地区: 梅が丘地区連合会
- 双葉台地区: 双葉台地区住民の会
- 笠原地区: 笠原地区総合自治連合会
- 赤塚地区: ふるさと赤塚をつくる会
- 吉沢地区: 吉沢地区自治連合会
- 堀原地区: 堀原地区住民の会
- 下大野地区: 住みよい下大野をつくる会
- 稲荷第一地区: 稲荷第一地区まちづくり会
- 稲荷第二地区: いきいきコミュニティ稲荷二
- 大場地区: さわやか大場をつくる会
- 鯉淵地区: 鯉淵地区住民の会
- 妻里地区: 住みよい妻里をつくる会
- 内原地区: 内原地区自治連合会

## 郵便

### 水戸市内の郵便の概況
水戸市内のすべての郵便番号は、31から始まる「31x-xxxx」という番号である。この郵便番号の上二桁が「31」である区域を担当している地域区分局は、水戸市中心部にある「水戸中央郵便局」である。水戸中央郵便局の局舎には、「ゆうちょ銀行水戸店」と「かんぽ生命茨城支店水戸中央郵便局かんぽサービス部」もある。また、水戸市内には集配郵便局が2つあり、前述の水戸市中心部にある「水戸中央郵便局」と水戸市西部にある「赤塚郵便局」がある。ほかに、水戸市内には無集配郵便局が30局以上あり、簡易郵便局が数局ある。
水戸市内の郵便番号と集配の状況については、次の通りである。
- 310-xxxx 水戸中央郵便局が集配。
- 311-11xx 水戸中央郵便局が集配。2021年（令和3年）3月28日までは常澄郵便局が担当していた。
- 311-41xx 赤塚郵便局が集配。
- 311-42xx 水戸中央郵便局が集配。2009年（平成21年）9月20日までは郵便事業株式会社水戸支店飯富集配センター（飯富郵便局併設）が担当していた。
- 319-03xx 赤塚郵便局が集配。2008年（平成20年）2月24日までは郵便事業株式会社水戸支店内原集配センター（内原郵便局併設）が担当していた。

### 郵便局

#### 集配郵便局
- 水戸中央郵便局（ゆうちょ銀行水戸店併設、かんぽ生命茨城支店水戸中央郵便局かんぽサービス部あり、ゆうゆう窓口あり、地域区分局、中央郵便局）
- 赤塚郵便局（ゆうゆう窓口あり）

#### 無集配郵便局
- 飯富郵便局
- 茨城県庁内郵便局
- 茨城大学前郵便局
- 内原郵便局
- 大場郵便局
- 国田郵便局
- 鯉淵郵便局
- 常澄郵便局
- 中妻郵便局
- 水戸石川郵便局
- 水戸河和田郵便局
- 水戸五軒町郵便局
- 水戸酒門郵便局
- 水戸下市郵便局
- 水戸市役所前郵便局
- 水戸城東郵便局
- 水戸末広郵便局
- 水戸千波郵便局
- 水戸大工町郵便局
- 水戸袴塚郵便局
- 水戸東赤塚郵便局
- 水戸東原郵便局
- 水戸平須郵便局
- 水戸双葉台郵便局
- 水戸本町郵便局
- 水戸松が丘郵便局
- 水戸緑岡郵便局
- 水戸見和郵便局
- 水戸元吉田郵便局
- 水戸吉沢郵便局
- 水戸米沢郵便局
- 水戸渡里郵便局

#### 簡易郵便局
- 水戸見和御殿山簡易郵便局
- 水戸柳河簡易郵便局

## 学校教育など

### 大学
- 茨城大学 （国立大学法人茨城大学）
- 常磐大学 （学校法人常磐大学）
- 放送大学茨城学習センター （放送大学学園）

### 短期大学
- 常磐短期大学 （学校法人常磐大学）

### 中等教育学校
- 智学館中等教育学校 （学校法人常磐大学、後期課程は全日制の課程のみ）

なお、智学館中等教育学校は2023年度以降、生徒募集を停止している。

### 高等学校

#### 県立
全日制の課程のみが7校、定時制の課程と通信制の課程の併設が1校。
- 茨城県立水戸工業高等学校
- 茨城県立水戸桜ノ牧高等学校
- 茨城県立水戸商業高等学校
- 茨城県立水戸第一高等学校
- 茨城県立水戸第二高等学校
- 茨城県立水戸第三高等学校
- 茨城県立緑岡高等学校
- 茨城県立水戸南高等学校 （定時制の課程〔昼間制・夜間制〕と、通信制の課程）

#### 私立
全日制の課程のみが7校、通信制の課程のみが1校。
- 茨城高等学校 （学校法人茨城、全日制の課程のみ）
- 水城高等学校（学校法人水城高等学校、全日制の課程のみ）
- 大成女子高等学校（学校法人大成学園、全日制の課程のみ）
- 常磐大学高等学校（学校法人常磐大学、全日制の課程のみ）
- 水戸葵陵高等学校（学校法人田中学園、全日制の課程のみ）
- 水戸女子高等学校（学校法人水戸女子商業学園、全日制の課程のみ）
- 水戸啓明高等学校（学校法人田中学園、全日制の課程のみ）
- 水戸平成学園高等学校（学校法人栗村学園、通信制の課程のみ）

### 中学校

#### 市立
- 水戸市立赤塚中学校
- 水戸市立飯富中学校
- 水戸市立石川中学校
- 水戸市立内原中学校
- 水戸市立笠原中学校

- 水戸市立千波中学校
- 水戸市立第一中学校
- 水戸市立第二中学校
- 水戸市立第三中学校
- 水戸市立第四中学校

- 水戸市立第五中学校
- 水戸市立常澄中学校
- 水戸市立双葉台中学校
- 水戸市立見川中学校
- 水戸市立緑岡中学校

#### 県立
- 茨城県立水戸第一高等学校附属中学校

#### 国立
- 茨城大学教育学部附属中学校 （国立大学法人茨城大学）

#### 私立
- 茨城中学校 （学校法人茨城）
- 水戸英宏中学校 （学校法人緑丘学園）

### 義務教育学校

#### 市立
- 水戸市立国田義務教育学校

### 小学校

#### 市立
市立の小学校は全部で32校ある。関東地方では珍しく標準服を採用している学校が半分近くを占める
- 水戸市立赤塚小学校
- 水戸市立飯富小学校
- 水戸市立石川小学校
- 水戸市立稲荷第一小学校
- 水戸市立稲荷第二小学校
- 水戸市立内原小学校
- 水戸市立梅が丘小学校
- 水戸市立大場小学校
- 水戸市立笠原小学校
- 水戸市立上大野小学校
- 水戸市立上中妻小学校

- 水戸市立河和田小学校
- 水戸市立鯉淵小学校
- 水戸市立五軒小学校
- 水戸市立寿小学校
- 水戸市立酒門小学校
- 水戸市立三の丸小学校
- 水戸市立下大野小学校
- 水戸市立城東小学校
- 水戸市立新荘小学校
- 水戸市立千波小学校
- 水戸市立妻里小学校

- 水戸市立常磐小学校
- 水戸市立浜田小学校
- 水戸市立双葉台小学校
- 水戸市立堀原小学校
- 水戸市立見川小学校
- 水戸市立緑岡小学校
- 水戸市立柳河小学校
- 水戸市立吉沢小学校
- 水戸市立吉田小学校
- 水戸市立渡里小学校

#### 国立
- 茨城大学教育学部附属小学校（国立大学法人茨城大学）

#### 私立
- リリーベール小学校（学校法人リリー文化学園）
- 水戸英宏小学校（学校法人緑丘学園、2012年4月開校）

### 特別支援学校
- 茨城県立盲学校（視覚障害者を対象とする学校）
- 茨城県立水戸聾学校（聴覚障害者を対象とする学校）
- 茨城県立水戸特別支援学校（肢体不自由者を対象とする学校）
- （本校に2009年〈平成21年〉に統合）茨城県立水戸養護学校吉沢分校（肢体不自由者を対象とする学校）
- 茨城県立水戸飯富特別支援学校（知的障害者を対象とする学校）
- 茨城県立水戸高等特別支援学校（知的障害者を対象とする学校）
- 茨城県立内原特別支援学校（知的障害者を対象とする学校）

### 幼稚園
計36園。市立19園、私立16園、国立1園（茨城大学教育学部附属幼稚園）

### 専修学校
- 茨城県理容生活衛生同業組合立茨城県中央理容美容専門学校（茨城県理容生活衛生同業組合）
- 茨城音楽専門学校（学校法人茨城音楽学園）
- 水戸日建工科専門学校（学校法人城東学園）（旧水戸コンピュータ専門学校）
- 中川学園調理技術専門学校（学校法人中川学園）
- 水戸美容専門学校（学校法人水戸美容専門学校）
- 水戸経理専門学校（学校法人八文字学園）
- 水戸電子専門学校（学校法人八文字学園）
- 水戸自動車大学校（学校法人八文字学園）
- 水戸ビューティカレッジ（学校法人八文字学園）
- 水戸看護福祉専門学校（学校法人八文字学園）
- 専門学校文化デザイナー学院（学校法人リリー文化学園）（旧 文化学院芸術工科専門学校）
- リリー保育福祉専門学校（学校法人リリー文化学園）
- いばらき中央福祉専門学校（社会福祉法人北養会）
- 医療専門学校水戸メディカルカレッジ（社会福祉法人北養会）
- 水戸市医師会看護専門学院（社団法人水戸市医師会）
- 茨城歯科専門学校（社団法人茨城県歯科医師会）
- 日本農業実践学園（社団法人日本国民高等学校協会）
- 鯉淵学園農業栄養専門学校（財団法人財団法人農民教育協会）
- 河合塾水戸校（予備校、学校法人河合塾）

### 各種学校
- 茨城朝鮮初中高級学校（民族学校、学校法人茨城朝鮮学園）
- 水戸駿優予備学校（予備校、学校法人岩田学園、2024年2月現在休止中）
- 水戸筑波ゼミナール（予備校、学校法人水戸筑波ゼミナール、廃業）

## 職業訓練施設

### 公共職業能力開発施設
- 職業能力開発短期大学校
  - 茨城県立産業技術短期大学校
- 職業能力開発校
  - 茨城県立産業技術短期大学校併設水戸産業技術専門学院

### 事業主などの設置する職業訓練施設
- 茨城県板金工業組合板金高等職業訓練校
- 水戸建築高等職業訓練校

## 文化施設
水戸市に所在する主な文化施設は以下の通り。

### 会館・ホール

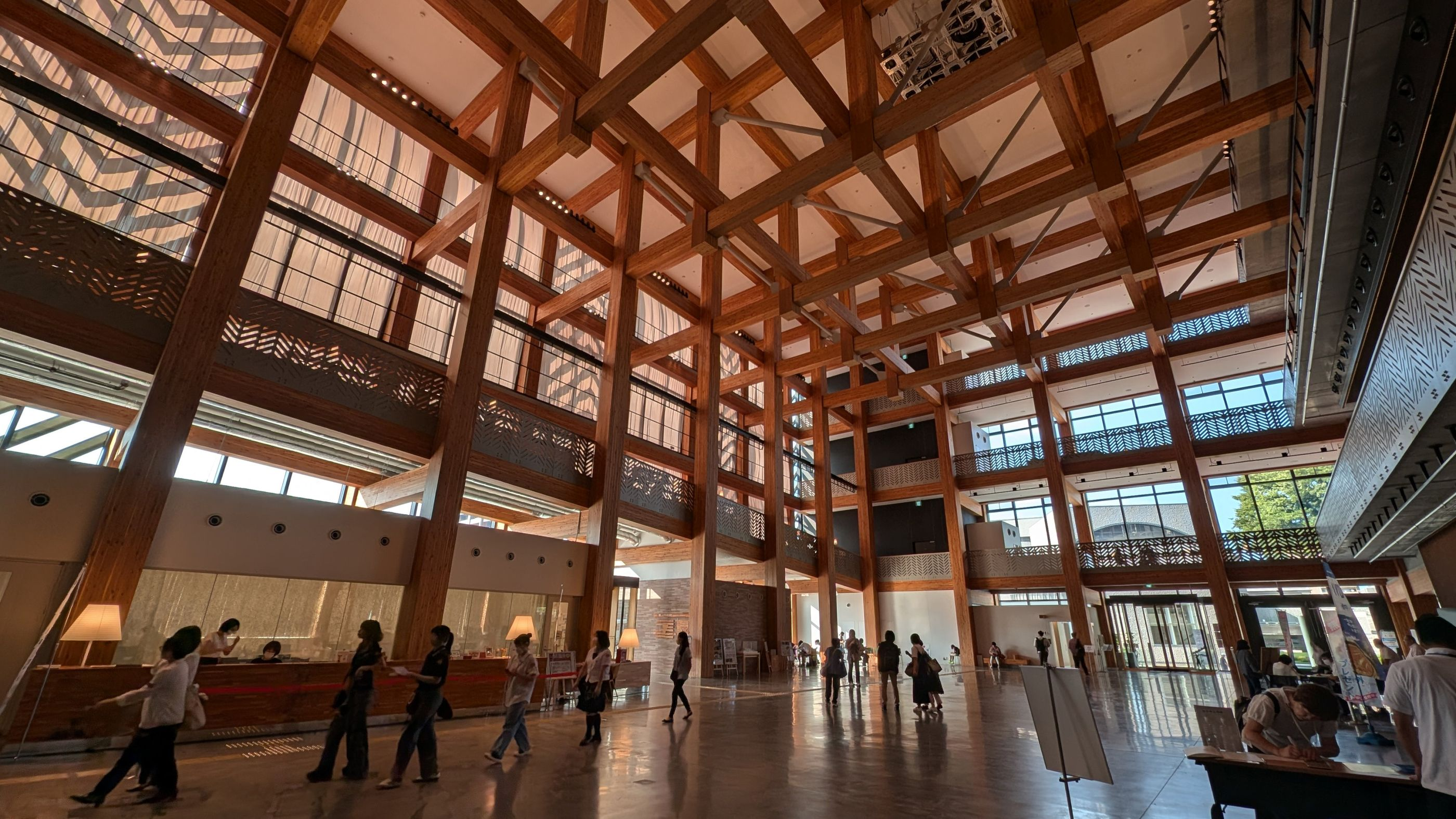
水戸市民会館

- 茨城県立県民文化センター（ザ・ヒロサワ・シティ会館）
- 水戸市民会館

### 公園
- 偕楽園
- 千波公園
- 水戸市森林公園
- 水戸市植物公園
- 少年の森

- 大塚池
- 楮川ダム
- 百樹園
- 逆川緑地

- 七ツ洞公園
- 大串貝塚ふれあい公園
- くれふしの里古墳公園
- かたくりの里公園

#### 千波湖周辺地域大規模公園
千波湖湖畔の千波公園、偕楽園を中心にそれら周辺の桜川緑地、沢渡川緑地、逆川緑地、紀州堀緑地に、東町運動公園、茨城県立歴史館、茨城県民文化センターなどを含めた300ヘクタールの区域は茨城県と水戸市により「偕楽園公園」と総称されている。この総称「偕楽園公園」は千波湖から放射状に伸びた公園・緑地が市街地に食い込む形状を持ち、中心市街地に近い都市公園としてはアメリカ合衆国ニューヨーク市のセントラル・パークの340ヘクタールに次ぐ世界第2位の面積を持つものと茨城県と水戸市により広報されている。
総称「偕楽園公園」は1999年（平成11年）7月2日の橋本昌茨城県知事（当時）の記者会見で発表された。だが、千波公園、偕楽園とその周辺の公園・緑地を一体の大規模公園として整備することはそれ以前からなされている。その始まりは都市化により消失の危機にある偕楽園の借景を長期的かつ総合的に整備しようとする考えからで、1972年（昭和47年）から茨城県、水戸市及び国などの関係者により検討が開始された。この検討は1973年（昭和48年）に「千波湖周辺地域大規模公園構想」としてまとめられた。この構想で主体者が茨城県又は水戸市となる都市公園事業、河川事業など様々なパーツが組み合わさった総面積約300ヘクタールが整備すべきエリアと設定され、以後これをたたき台として、整備計画が練られていった。1986年（昭和61年）12月には先の構想に見直しを加えた長期的な整備の基本方針「千波湖周辺整備計画」がまとめられた。この計画では整備を進める際に、「1.国際庭園モデル都市 －都市の機能と景観の調和」、「2.街との融合と一体化」、「3.地域の活性化に結びつける」の3つを目指すことを基本コンセプトと定め、以後これに沿った公園整備が進められていった。1993年（平成5年）の「全国都市緑化フェア（＝開催時名称「グリーンフェア’93いばらき」）の開催会場として偕楽園及び千波湖周辺が選定されると、これを目指し偕楽園下の桜川沿岸（現在の「四季の原」などがある偕楽園拡張部）と千波公園の整備が一気に進んだ。1999年（平成11年）の総称「偕楽園公園」の発表は、上述に記した経過で整備されてきた300ヘクタールの公園・緑地のイメージアップと利用促進を図る為に設置した「千波湖周辺地域大規模公園利用促進懇談会（座長：中村良夫京都大学教授）」の意見を取り入れたものである。
2016年（平成28年）、水戸市は1986年（昭和61年）の策定から30年がたった「千波湖周辺整備計画」を時代の変化に合わせて見直した「水戸市偕楽園公園（千波公園等）整備基本計画」を発表した。この計画では観光面の役割も強調されており、拠点性・回遊性に優れたにぎわいのある公園づくりが計画目標のひとつにあげられた。これに呼応するように2019年（令和元年）6月、茨城県は偕楽園周辺の魅力向上計画案策定をリゾートホテルなどを運営する株式会社星野リゾートに委託した。同年11月、千波湖に円形の橋を設置し偕楽園や歴史館との回遊性を高めるなどの星野リゾートが策定した計画案が発表された。

### 公民館
市立公民館は、原則として各市立小学校の学区ごとに設けられている。

### 図書館
- 水戸市立中央図書館
- 水戸市立東部図書館
- 水戸市立西部図書館
- 水戸市立見和図書館
- 水戸市立常澄図書館

- 茨城県立図書館
- 茨城県教育図書館・情報センター
- 茨城県立点字図書館
- 佐川文庫  （私立。元水戸市長、佐川一信の記念館）

### 博物館

#### 公共博物館
博物館法に基づいて登録を受けた施設。
- 水戸市立博物館 （民俗・歴史・自然・美術の４部門）
- 茨城県立歴史館 （歴史部門、公文書館を兼ねる。）
- 茨城県近代美術館 （美術部門）
- 徳川ミュージアム （歴史部門、公益財団法人徳川ミュージアムが設置。）
- 水戸芸術館 （現代美術センター、音楽・演劇の部門、水戸市が設置）

#### 博物館相当施設
博物館法に基づいて要件を満たした施設。
- 常磐神社義烈館（水戸黄門宝物館、歴史部門）

#### 博物館類似施設
各種施設。
- 水戸市植物公園（植物園、水戸市が設置）
- 水戸市埋蔵文化財センター（大串貝塚ふれあい公園内。水戸市が設置）
- 水戸市内原郷土史義勇軍資料館（水戸市が設置）
- 水戸市平和記念館（水戸市が設置）
- 水戸城跡二の丸展示館（水戸市立第二中学校内。水戸市が設置）
- 好文亭（偕楽園公園内、茨城県知事部局所管）
- 弘道館（弘道館公園内、茨城県知事部局所管）
- 常陽藝文センター（財団法人常陽藝文センターが設置）
- 常陽史料館（財団法人常陽藝文センターが設置）
- けんしん天体研修館（プラネタリウム、茨城県信用組合が設置）

### スポーツ施設
- ケーズデンキスタジアム水戸
- ツインフィールド
- 水戸市総合運動公園
  - ノーブルホーム水戸スタジアム
- 堀原運動公園
  - 堀原運動公園野球場
  - 茨城県営堀原運動公園競技場
- 青柳公園
  - 水戸市民体育館（リリーアリーナ）
- 小吹運動公園
- 東町運動公園
  - アダストリアみとアリーナ

## 交通

### 鉄道
- 中心駅：水戸駅

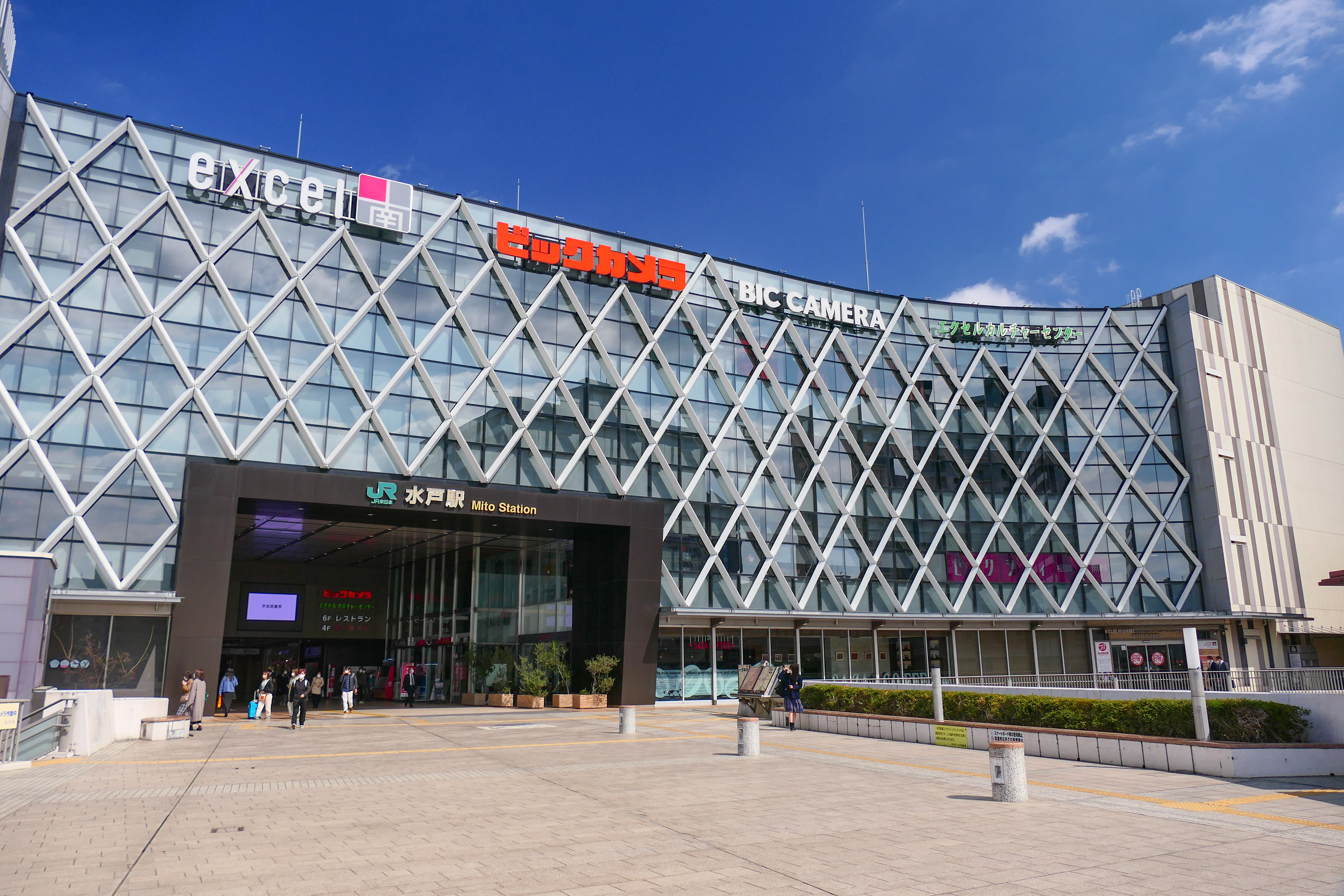
水戸駅(南口)

- 広範囲な連絡：JR東日本の常磐線特急列車（ひたち・ときわ）が利用可能。水戸駅には到達する全列車が停車する。
  - 2015年（平成27年）3月には、上野東京ライン開業により、特急列車を中心に乗換不要で東京・品川へアクセス可能になり、2020年（令和2年）3月には、2011年（平成23年）3月11日に発生した東日本大震災（東北地方太平洋沖地震）の影響で不通になっていた、富岡 - 浪江間の復旧（常磐線全線復旧）に伴い、再び乗換不要で原ノ町・相馬・仙台方面のアクセスも可能になった[133]。
- 東日本旅客鉄道（JR東日本）
  - ■常磐線・■水戸線
    - 水戸駅 - 偕楽園駅（臨時駅） - 赤塚駅 - 内原駅
水戸線は朝夕のみ水戸駅に乗り入れるため、日中は水戸線に直通する列車はない。

  - ■水郡線
    - 水戸駅
- 鹿島臨海鉄道
  - ■大洗鹿島線
    - 水戸駅 - 東水戸駅 - 常澄駅

駅数は3路線臨時駅を含めてわずか5駅しかなく、臨時駅を除くと4駅で、これは駅（いずれも常設駅）の甲府市を下回り、都道府県庁所在地の都市の中では佐賀市（4駅、臨時駅を含めると5駅）と同じ。
かつては茨城交通茨城線や、茨城交通水浜線、水戸電気鉄道なども存在したが、いずれも昭和後期までに廃止されている。

### 路線バス
- 茨城交通

水戸駅から茨城大学・赤塚駅・下市方面へのバス路線を運行している。
- 関東鉄道

水戸駅から県庁バスターミナルや、偕楽園、常磐大学・赤塚駅方面のバス路線を運行している。
2020年3月31日まではJRバス関東が一般路線バスを運行していたが、撤退している。

### 高速バス
- 「みと号（赤塚ルート）」 水戸駅・大工町・赤塚駅・大塚 - 八潮PA（TX八潮駅）・東京駅（茨城交通、関東鉄道、ジェイアールバス関東）
- 「みと号（県庁ルート）」 水戸駅南口・茨城県庁前 - 八潮PA（TX八潮駅）・東京駅（茨城交通、関東鉄道、ジェイアールバス関東）
- 東海・勝田・水戸大洗IC - 八潮PA（TX八潮駅）・都営浅草駅・上野駅・東京駅（茨城交通）
- 急行「TMライナー」 偕楽園・水戸駅・茨城県庁BT - つくばセンター・土浦駅東口（関東鉄道）
- 夜行高速バス「よかっぺ関西号」 水戸駅南口・土浦駅・つくばセンター - 京都駅・大阪あべの橋駅・USJ（関東鉄道、近鉄バス）
- 水戸駅 - 仙台駅・山形（山交ビルバスターミナル）（茨城交通）
- 水戸駅南口 - 羽田空港（茨城交通）
- 水戸駅南口 - 成田空港（茨城交通、千葉交通）
- 水戸駅南口 - 茨城空港（関東鉄道、茨城交通）
- 水戸駅南口・大工町・赤塚駅・大塚 - 東京ディズニーリゾート（関東鉄道）
- 日立・水戸北スマートインター - 東京ディズニーリゾート（茨城交通）
- 高萩・国民宿舎鵜の岬・日立・水戸北スマートインター - 八潮PA（TX八潮駅）・東京駅（茨城交通、ジェイアールバス関東）
- 茨城県庁前・大洗駅 - 成田空港（関東鉄道、茨城交通）※2023年7月20日から2023年12月20日までのの実証運行

### 道路
- 高速道路・有料道路
  - E6 常磐自動車道
    - 水戸IC - 水戸北スマートIC

  - E50 北関東自動車道
    - 水戸南IC

  - E50 東水戸道路
    - 水戸南IC - 水戸大洗IC
- 一般国道
  - 国道6号（水戸街道・陸前浜街道）
    - 北方面 - ひたちなか・東海・日立・高萩・北茨城・いわき・南相馬・相馬・仙台
    - 南方面 - 茨城・小美玉・石岡・土浦・取手・柏・東京

  - 国道50号
    - 西方面 - 笠間・筑西・小山・足利・前橋

  - 国道51号
    - 東方面 - 大洗・鉾田・鹿嶋・香取・成田・千葉

  - 国道118号
    - 北方面 - 那珂・常陸大宮・大子・棚倉・郡山

  - 国道123号
    - 西方面 - 城里・常陸大宮（旧・御前山村）・茂木・宇都宮

  - 国道124号（水戸市内の全区間が国道51号と重複する）
    - 東方面 - 神栖・銚子

  - 国道245号
    - 北方面 - ひたちなか・東海・日立

  - 国道349号
    - 北方面 - 那珂市・常陸太田・矢祭

  - 国道400号（水戸市内の全区間が国道118号もしくは国道349号と重複する）
- 主要地方道
  - 茨城県道2号水戸鉾田佐原線
  - 茨城県道6号水戸那珂湊線（水戸市内の全区間が国道51号もしくは国道245号と重複する）
  - 茨城県道30号水戸岩間線
  - 茨城県道40号内原塩崎線
  - 茨城県道50号水戸神栖線
  - 茨城県道51号水戸茂木線
  - 茨城県道52号石岡城里線
  - 茨城県道59号玉里水戸線
  - 茨城県道63号水戸勝田那珂湊線
- 一般県道
  - 茨城県道102号長沢水戸線
  - 茨城県道105号友部内原線
  - 茨城県道106号長岡大洗線
  - 茨城県道113号真端水戸線
  - 茨城県道169号菅谷小原内水戸線
  - 茨城県道171号石川袴塚線
  - 茨城県道174号小泉水戸線
  - 茨城県道175号塩ヶ崎茨城線（水戸市内の全区間が県道40号と重複する）
  - 茨城県道177号赤塚馬口労線
  - 茨城県道178号常磐公園線
  - 茨城県道179号中石崎水戸線
  - 茨城県道180号長岡水戸線
  - 茨城県道193号杉崎友部線
  - 茨城県道232号市毛水戸線
  - 茨城県道235号下入野水戸線
  - 茨城県道253号水戸枝川線
  - 茨城県道342号上水戸停車場千波公園線
  - 茨城県道351号馬渡水戸線
  - 茨城県道356号城里那珂線
- 自転車道
  - 茨城県道500号茨城大洗自転車道線

### 港湾
市内に港湾はなく、東海村・ひたちなか市・大洗町の茨城港（常陸那珂港区・大洗港区）が市に最も近い場所に位置する。

### 空港
車で約35分の位置に茨城空港（小美玉市）がある。
茨城空港以外では東京都大田区の東京国際空港（羽田空港）、千葉県成田市の成田国際空港、福島県須賀川市の福島空港などが利用されている。この内国内線では、地上交通の便がよく就航都市数が多い東京国際空港が多く利用されている。

## マスメディア

### 新聞・放送
- 茨城新聞
- LuckyFM茨城放送（AMラジオ局）
- FMぱるるん（コミュニティ放送局）
- NHK水戸放送局（テレビ局、FMラジオ局）

地上波テレビ放送において、他の関東地方は民放5キー局＋NHK(総合、教育 [Eテレ] )＋独立ローカル局一局の8局地域となっているが、水戸を初めとする茨城県北部は、5キー局＋NHK(水戸総合+東京Eテレ)のみのエリアである。2020年（令和2年）現在、水戸市内でケーブルテレビも開局していない。
ラジオは、LuckyFM茨城放送の他、関東広域圏の各放送局の放送対象地域となっている。

### 地上波デジタルテレビ放送送信設備
水戸テレビ・ラジオ放送所も参照。
| リモコンキーID | 放送局名         | コールサイン | チャンネル | 空中線電力 | ERP    | 放送対象地域 | 放送区域内世帯数 |
| -------------- | ---------------- | ------------ | ---------- | ---------- | ------ | ------------ | ---------------- |
| 1              | NHK水戸総合      | JOEP-DTV     | 20         | 300W       | 3 kW   | 茨城県       | 約338,604世帯    |
| 2              | NHK東京Eテレ     | -            | 13         | 300W       | 3 kW   | 関東広域圏   | 約338,604世帯    |
| 4              | 日本テレビ放送網 | -            | 14         | 300W       | 2.9 kW | 関東広域圏   | 約338,604世帯    |
| 5              | テレビ朝日       | -            | 17         | 300W       | 2.9 kW | 関東広域圏   | 約338,604世帯    |
| 6              | TBSテレビ        | -            | 15         | 300W       | 2.9 kW | 関東広域圏   | 約338,604世帯    |
| 7              | テレビ東京       | -            | 18         | 300W       | 2.9 kW | 関東広域圏   | 約338,604世帯    |
| 8              | フジテレビジョン | -            | 19         | 300W       | 2.9 kW | 関東広域圏   | 約338,604世帯    |

- デジタル放送の送信所は水戸市森林公園に設けられている。NHK水戸総合のみが親局であり、あとは全て中継局である。

## スポーツチーム
- 水戸ホーリーホック（J2リーグ所属）
- 茨城ロボッツ（B1リーグ所属）
- FC QOL MITO CIRUELA（関東女子サッカーリーグ2部所属)

## 観光

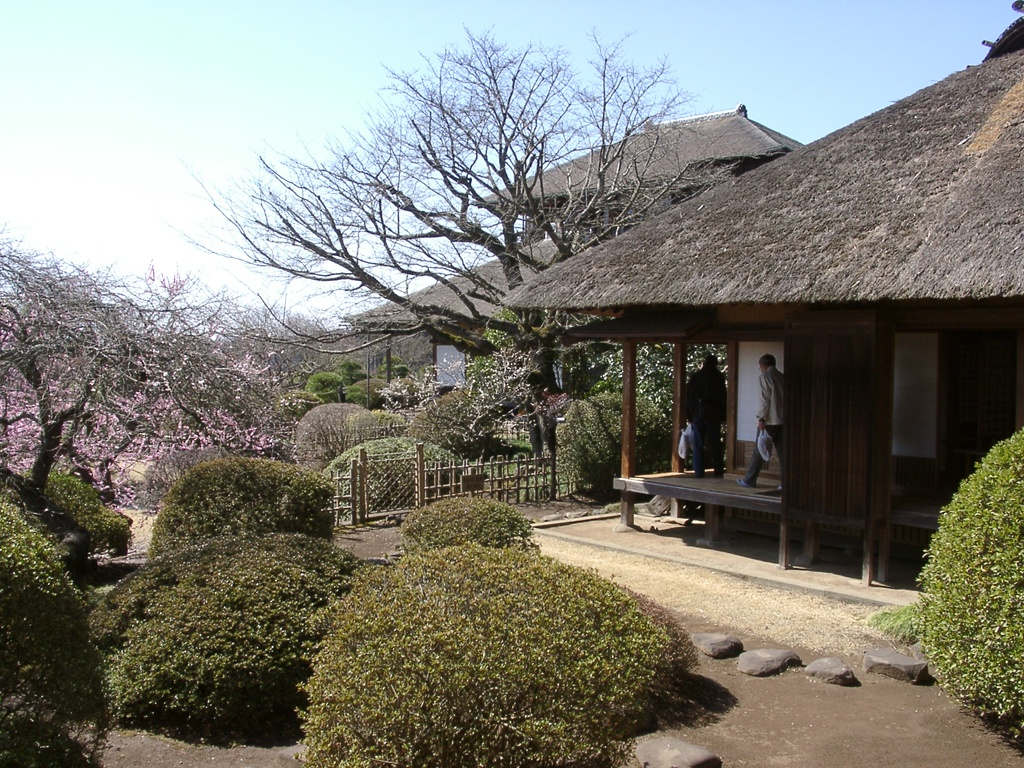
好文亭（偕楽園）

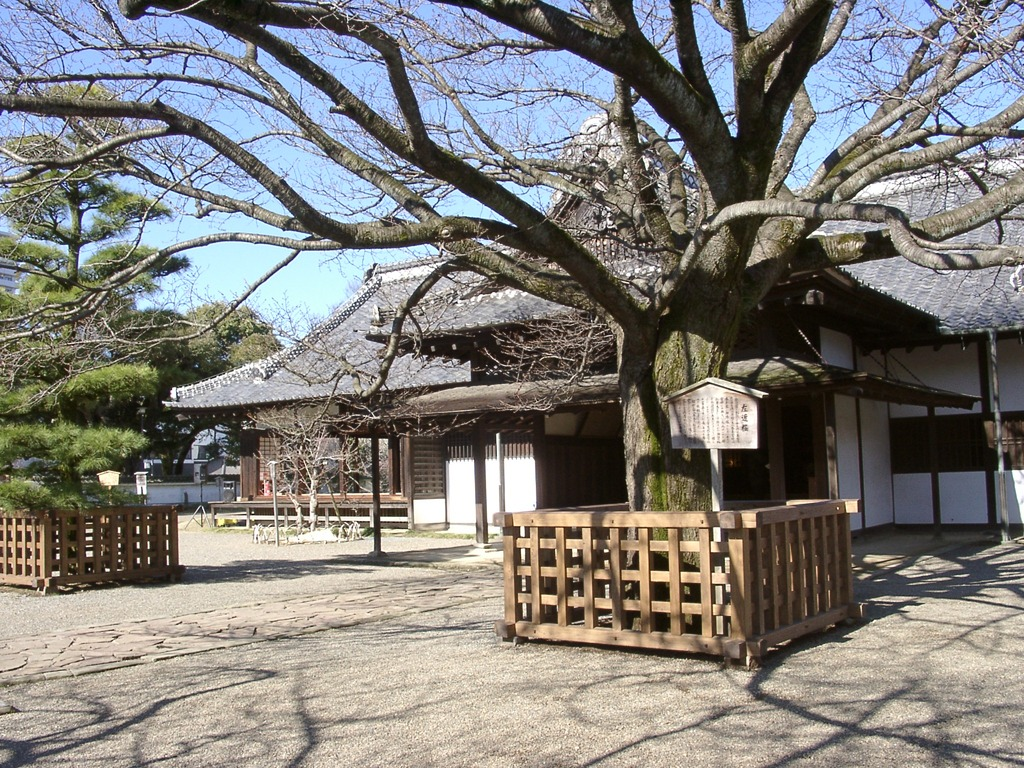
弘道館

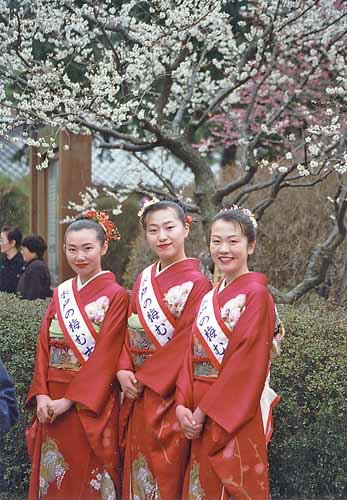
水戸の梅大使

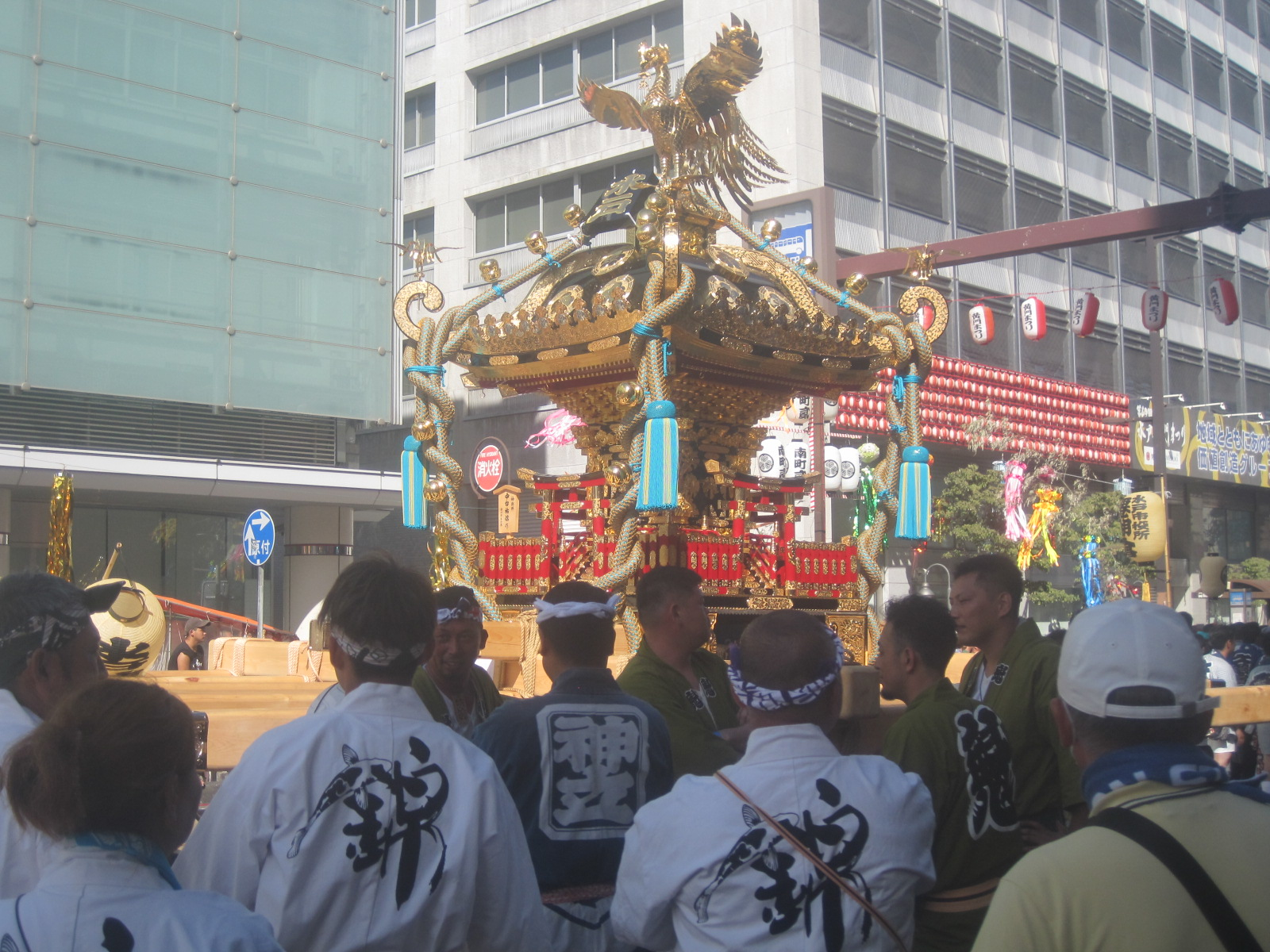
水戸黄門まつり

### 観光地・観光施設
「新水戸八景」として1996年（平成7年）に制定された以下の8名所。
1. 「弘道館周辺と水戸城の壕」
  - 弘道館 - 2月下旬から3月に梅が見頃
2. 「保和苑と周辺史跡」
  - 保和苑 - 6月にアジサイが見頃
3. 「偕楽園公園と千波湖周辺」
  - 偕楽園 - 日本三名園。2月下旬から3月に梅、4月と5月につつじ、9月に萩が見頃
  - 千波公園 - 千波湖を中心とする公園
4. 「水戸芸術館」
5. 「備前堀」
6. 「水戸市森林公園と楮川ダム」
7. 「ダイダラボウと大串貝塚ふれあい公園」
8. 「大塚池公園」

その他
- 水戸市内原郷土史義勇軍資料館
- 明利酒類・別春館 - 酒蔵見学・梅酒、焼酎、日本酒の試飲

### 祭事・イベント
日本三名園つながりで金沢市や岡山市と合同イベントを実施することがある。行政（市役所など）より、中央郵便局や観光協会の間で実施される事が多い。
- 水戸の梅まつり（2月下旬 - 3月末。全国的に有名。水戸の梅大使が活躍。3月中旬には「夜梅祭」が開催される。弘道館、偕楽園で開催）
- みとの日（3月10日前後。納豆早食い世界大会開催）
- 水戸の桜まつり（4月。千波湖畔、桜山などで開催）
- 水戸のつつじまつり（4月下旬 - 5月初旬。偕楽園で開催）
- 水戸まちなかフェスティバル（5月初旬。上市通りで開催）
- 常磐神社例大祭（5月中旬。常磐神社で開催）
- 水戸のあじさいまつり（6月。保和苑で開催）
- 水戸黄門まつり（8月上旬。2018年（平成30年）までは前夜祭として千波湖畔で花火大会を開催。2019年（令和元年）からは花火大会は本祭の2週間前に前倒し。パレードは上市通りで開催）
- 水戸市内原商工夏祭り（8月下旬。内原出会いの広場公園で開催）
- 水戸浪漫三夜祭（9月第1日曜。二十三夜尊桂岸寺で開催。2013年に『二十三夜尊 納涼祭』として復活。2017年に『三夜さん末広まつり』と名を変え、2024年より現名称に変更）
- 水戸の萩まつり（9月。偕楽園で開催）
- 吉田神社例大祭（10月中旬。吉田神社及び下市通りで開催）
- 水戸の菊花展（10月下旬 - 11月中旬。三の丸庁舎前広場で開催）
- ダイダラボウまつり（11月中旬。大串貝塚ふれあい公園で開催）
- 水戸市産業祭（11月中旬。水戸市総合運動公園体育館で開催）
- 大串稲荷神社祭礼（11月下旬。大串稲荷神社で開催）
- アートタワーみとスターライトファンタジー（12月 - 1月中旬。水戸芸術館で開催）
- 水戸デザインフェス（水戸芸術館で開催）
- 水戸のラーメンまつり（11月下旬。千波公園で開催）
- さんたサンタsantaフェスティバル（12月中旬。南町2丁目特設会場〈常陽銀行と東京電力の間〉で開催）

### 史跡・旧跡
- 酒門共有墓地
- 常磐共有墓地
- 光圀公生誕の地
- 台渡里官衙遺跡群
- 愛宕山古墳

- 吉田古墳
- 舟塚古墳
- 大串貝塚
- 柳崎貝塚
- 中崎家住宅
- 青柳夜雨の碑、僊湖暮雪の碑（いずれも水戸八景）

### 寺社
- 遍照山義宣院光台寺
- 吉田山神宮寺薬王院
- 二十三夜尊・大悲山保和院桂岸寺（保和苑）
- 佛日山常照寺
- 倶胝密山聖寶院六地蔵寺
- 萬年山安國寺
- 壽昌山祇園寺
- 菩提山淨土院安楽寺
- 德池山蓮生院信願寺
- 華輪山林光寺

- 常磐神社
- 水戸東照宮
- 茨城県護国神社
- 吉田神社
- 水戸八幡宮
  - 白旗山八幡宮のオハツキイチョウ - 国の天然記念物
- 八幡神社
- 回天神社
- 出世稲荷神社

### 城郭
- 水戸城
- 河和田城
- 見川城
- 長者山城
- 全隈城
- 武隈城
- 飯富長塁
- 吉田城
- 森戸館
- 鯉淵城
- 塚原城
- 湯網城
- 大足城
- 有賀城

## 水戸を舞台とした作品
- 水戸黄門 (ブラザー劇場) - テレビドラマ
- 水戸黄門 (パナソニック ドラマシアター) - テレビドラマ
- 徳川慶喜 (NHK大河ドラマ) - テレビドラマ
- 桜田門外ノ変 - 映画
- 夜のピクニック - 映画
- 俺の脳内選択肢が、学園ラブコメを全力で邪魔している - テレビアニメ
- ももくり - Webアニメ
- 図書館戦争 - 小説
- リアル妹がいる大泉くんのばあい-ゲーム

## 水戸の日
毎年、3月10日は水戸の日として様々なイベントが開催されている。
- 水戸黄門料理まつり[138]

## 出身者

### 明治以前
- 徳川光圀 - 水戸藩第2代藩主
- 徳川斉昭 - 水戸藩第9代藩主
- 藤田幽谷 - 水戸学者、儒学者、思想家
- 藤田東湖 - 水戸学者、儒学者、思想家
- 会沢正志斎 - 水戸学者、儒学者、思想家
- 戸田忠太夫 - 水戸学者、儒学者、思想家
- 武田耕雲斎 - 天狗党の首領

### 政官界
- 山崎猛 - 旧憲法下最後の衆議院議長、運輸大臣
- 郡司彰 - 元参議院議員・参議院副議長、農林水産大臣
- 山口正定 - 第二代茨城県令（権参事）、宮中顧問官
- 諸澤正道 - 元文部事務次官
- 鈴木九万 - 外交官、駐イタリア大使
- 菊池慎之助 - 陸軍軍人、陸軍大将
- 小泉正保 - 陸軍軍人、陸軍中将
- 五藤存知 - 海軍軍人、海軍中将
- 栗田健男 - 海軍軍人、海軍中将
- 橘孝三郎 - 政治運動家、全日本愛国者団体会議最高顧問
- 種田誠 - 弁護士、元参議院議員、元日本弁護士連合会副会長
- 若林洋平 - 参議院議員、元静岡県御殿場市長
- 滑川友理 - 水戸市議会議員、人権活動家
- 遠藤正則 - 元東京都文京区長
- 加藤明良 - 参議院議員、元茨城県議会議員
- 神田裕 - 衆議院議員

### 学界
- 栗田寛 - 歴史学者、帝国大学教授
- 内藤耻叟 - 歴史学者、国語学者、帝国大学教授
- 深作安文 - 倫理学者、東京帝国大学教授
- 蓼沼謙一 - 法学者、元一橋大学学長
- 大山義年 - 化学者、東京工業大学学長
- 戸沢正保 - 英文学者、東京外国語学校（現東京外国語大学）校長
- 柴沼直 - 教育者、文部官僚、東京教育大学（現筑波大学）初代学長、桐朋学園理事長
- 塩澤昌貞 - 経済学者、早稲田大学第4代学長、第2代総長
- 小山松吉 - 法学者、法政大学総長、検事総長、司法大臣
- 高橋孝信 - 文学者、東京大学教授
- 沼野井春雄 - 生物学者、東京大学教授、早稲田大学教授
- 松野太郎 - 気象学者、元東京大学教授
- 津田彰 - 心理学者
- 豊田芙雄 - 教育者、東京女子師範学校教員、同附属幼稚園教諭、大成女学校校長、日本人最初の保母（保育士）
- 挽文子 - 会計学者、一橋大学教授、日本原価計算研究学会会長
- 梅村清光 - 教育者、中京大学、中京大中京、三重高校など、またそれらを運営する学校法人梅村学園の創立者
- 安達壽雄 - 教育者、学校法人安達学園の創立者
- 北川波津 - 社会事業家、東京育成園創立者
- 永井道明 - 体育学者、東京高等師範学校（現・筑波大学）教授、東京女子高等師範学校（現・お茶の水女子大学）教授
- 山本良一 - 工学者、東京大学教授
- 加倉井砂山 - 教育学者
- 森道伯 - 漢方医
- 更田豊志 - 工学者、原子力規制委員会委員長
- 磯前順一 - 宗教学者、国際日本文化研究センター教授

### 財界
- 井坂孝 - 横浜興信銀行頭取、東京瓦斯社長、日本工業倶楽部理事長、枢密顧問官
- 荷見安 - 農林次官、農林中央金庫理事長、日本銀行政策委員会初代委員、全国農業協同組合中央会会長、米の神様と呼ばれた
- 亀山甚 - 常陽銀行初代頭取、全国地方銀行協会会長、日本火災海上保険社長
- 川又克二 - 元日産自動車会長、日産中興の祖、日本自動車工業会初代会長、元経団連副会長
- 北野嘉久 - JFEスチール社長、日本鉄鋼連盟会長
- 田中勇 - 元東京急行電鉄相談役、日本エアシステム社長、東急の大番頭と呼ばれた
- 檜山廣 - 元丸紅会長、相談役
- 亀井俊郎 - 元川崎重工業社長、元日本造船工業会会長
- 長谷川浩嗣 - 日清製粉グループ本社元社長、相談役
- 加藤馨 - ケーズホールディングス創業者、元名誉会長
- 加藤修一 - ケーズホールディングス元代表取締役会長兼CEO
- 福田直次郎 - 福田屋百貨店創業者
- 福田三千男 - 衣料品店のアダストリア会長
- 高橋義雄 - 茶人、三井合名会社理事
- 堀義人 - グロービス経営大学院大学 学長、グロービス・キャピタル・パートナーズ 代表パートナー

### 作家・画家・デザイナー
- 横山大観 - 日本画家、第一回文化勲章受章
- 仁平有美 - 洋画家、日本美術協会副理事長
- 五百城文哉 - 洋画家、ボタニカルアートの先駆者
- 中村彝 - 洋画家
- 木内克 - 彫刻家
- 小林剛 - 美術史家、奈良国立文化財研究所初代所長
- 後藤清一 - 彫刻家、元日展評議員
- 海野勝珉 - 彫金家、帝室技芸員、東京美術学校（現東京藝術大学）教授
- 土浦亀城 - 建築家、モダニズム邸宅が有名
- 真木小太郎 - 舞台美術家
- 菊池幽芳 - 小説家、大阪毎日新聞相談役
- 薄井ゆうじ - 小説家
- 檜山良昭 - 推理作家、SF作家、架空戦記の第一人者
- 佐藤宏之 - 漫画家
- 深作欣二 - 映画監督、「仁義なき戦いシリーズ」、「蒲田行進曲」、「バトル・ロワイアル」など、日本映画監督協会理事長
- 小泉堯史 - 映画監督、「雨あがる」、「阿弥陀堂だより」、「博士の愛した数式」など
- 川又昂 - 映画撮影監督
- 栗田豊通 - 映画撮影監督、東京藝術大学教授

### ジャーナリスト
- 飛田穂洲 - 野球評論家、新聞記者、野球選手
- 鶴田卓彦 - ジャーナリスト、日本経済新聞元会長、横綱審議委員会会長
- 伊藤正徳 - ジャーナリスト、時事新報社社長、共同通信社初代理事長、日本新聞協会初代理事長
- 渡辺治 - ジャーナリスト、大阪毎日新聞社長、衆議院議員
- 朝比奈知泉 - ジャーナリスト、東京日日新聞主筆、万朝報編集顧問
- 渡辺巳之次郎 - ジャーナリスト、大阪毎日新聞編集主幹、東京日日新聞主幹
- 石河幹明 - ジャーナリスト、時事新報主筆、慶應義塾評議員

### 音楽・芸能・放送
- 飯田つのみ - 作詞家、ノンフィクション作家
- 池辺晋一郎 - 作曲家、元東京音楽大学教授
- 井村俊哉 - 投資家、YouTuber、お笑いタレント
- 佐藤眞 - 作曲家、元東京藝術大学教授
- 鈴華ゆう子 - 詩吟師範、シンガーソングライター、和楽器バンドボーカル、華風月ピアノ兼ボーカル
- 小泉信彦 - キーボーディスト
- オダクラユウ - ギタリスト、アレンジャー
- 班目加奈 - トランペット奏者
- 寺門亜衣子 - NHKアナウンサー
- 檜山沙耶 - ウェザーニューズキャスター
- 高木美嘉 - 子役
- 中島ゆたか - 女優
- 本田博太郎 - 俳優
- 渡辺裕之 - 俳優
- 和田浩治 - 俳優
- 勝村美香 - 女優
- 島田テル - 日系アメリカ人俳優
- 今喜多代 - 芸人、上方演芸の殿堂入り
- 七海ひろき - 元宝塚歌劇団星組男役
- 前嶋しょうこ - タレント、2009年（平成21年）水戸の梅大使
- 佐久間一行 - お笑いタレント
- ミニタニ（ミニビッシュ） - ものまねタレント
- クミコ - 歌手
- 五條真由美 - 歌手
- 石崎ひゅーい - 歌手
- 根本凪 - アイドルグループ虹のコンキスタドールのメンバー
- 大月俊倫 - アニメプロデューサー、キングレコード専務取締役
- 飛田展男[139] - 声優
- 中島愛 - 声優
- 田所あずさ - 声優
- 豊田萌絵 - 声優
- ムック - バンド、メンバーの逹瑯とSATOちが水戸出身
- 楓弥 - ミュージシャン、バンドKagrra,の元メンバー
- LUNCH TIME SPEAX - ヒップホップユニット
- 三上亮 - ヴァイオリン奏者、札幌交響楽団コンサートマスター
- TOSHI-LOW - ロックバンドBRAHMANのボーカル
- HiGE - ボーカルの須藤寿が水戸出身
- 樫村智也 - ベーシスト（THE LINDA!のメンバー）
- 磯山純 - シンガーソングライター
- 磯山さやか - グラビアアイドル
- ジェームス英樹 - ローカルタレント、ラジオパーソナリティ
- 草場有輝 - ミュージカル俳優

### スポーツ
- 常陸山谷右エ門 - 大相撲、19代横綱、日本相撲協会筆頭取締役
- 水戸泉政人 - 大相撲、元関脇、現錦戸親方
- 武双山正士 - 大相撲、元大関、現藤島親方、出生地はひたちなか市（旧勝田市）
- 雅山哲士 - 大相撲、元大関、現二子山親方
- 御西山政夫 - 大相撲、元前頭
- 武将山虎太郎 - 大相撲、十両
- 高野茂義 - 剣道家、昭和天覧試合準優勝
- 堀辺正史 - 武道家、骨法正統継承者
- 根本陸夫 - 元プロ野球選手・監督
- 大和田明 - 元プロ野球選手
- 玉造陽二 - 元プロ野球選手
- 春田剛 - 元プロ野球選手
- 乾健斗 - プロ野球選手
- 飯島秀雄 - 元陸上選手、元100メートル競走日本記録保持者
- 大津祐樹 - サッカー選手、横浜F・マリノス
- 大橋直矢 - サッカー選手
- 田向泰輝 - サッカー選手、徳島ヴォルティス
- 郡司健吾 - ラグビー選手、Honda HEAT
- 三塚優子 - 女子プロゴルファー
- 渡邉美奈 - 柔道家
- 永野雄大 - フェンシング選手、パリ五輪男子フルーレ団体金メダリスト

### その他
- 三木啓次郎 - 剣術家。松下電器（現在のパナソニック）創業者である松下幸之助を援助した
- 長谷川五郎 - ゲーム研究家、オセロの開発者、元日本オセロ連盟会長

## ゆかりの人物
- 佐竹義宣 - 常陸の戦国大名。後年に旧:水戸城を本拠地とする
- 徳川慶喜 - 江戸幕府第15代であり歴史上最後の征夷大将軍、江戸・小石川の水戸藩上屋敷に生まれ、0歳から水戸で育つ
- 豊田天功 - 水戸学者、儒学者、思想家
- 小田部雄次 - 歴史学者
- 鳥居泰彦 - 経済学者、元慶應義塾大学塾長（東京生まれ、大学入学まで水戸で過ごす）
- 辻永 - 洋画家、日展理事長（広島市生まれ、水戸育ち）
- 立花隆 - 評論家、ノンフィクション作家、東京大学特任教授（長崎市生まれ、北京、水戸育ち）
- 徳大寺有恒 - 自動車評論家
- 梅宮辰夫 - 俳優
- 妹島和世 - 建築家、プリツカー賞受賞者
- 大矢敏行 - 代々木アニメーション学院創業者
- 坂口博信 - ゲームクリエイター、「ファイナルファンタジーシリーズ」、「クロノ・トリガー」など
- 藤猛 - 元WBA・WBC世界スーパーライト級王者、「水戸ボクシングスクール」代表
- 片山晋呉 - プロゴルファー、日本プロゴルフツアー永久シード保持者
- 田中マルクス闘莉王 - サッカー選手、サッカー日本代表、水戸市役所で日本国籍に帰化する[140]。
- 金子兜太 - 俳人
- 吉田秀和 - 音楽評論家、水戸芸術館館長
- 小澤征爾 - 指揮者、水戸室内管弦楽団顧問
- 森英恵 - ファッションデザイナー、水戸市芸術振興財団理事長
- 東峰子 - 一中節三味線奏者、人間国宝（千波町在住）
- 本田小百合 - 将棋女流棋士
- 髙信幸男 - 名字研究家、司法書士
- 桜井昌司 - 布川事件の元被告人（水戸で逝去）